# Toronto
Cet article concerne la ville canadienne. Pour les autres significations, voir Toronto (homonymie).
Toronto (/tɔ.ʁɔ̃.to/ ; en anglais : /təˈɹɒntoʊ̯/  voire localement /təˈɹɒnə/ ou /ˈtɹɒnoʊ̯/ ) est la capitale de la province de l'Ontario. Avec une population de 3 025 647 habitants en 2023, elle est la plus grande ville du Canada et par sa population la quatrième ville (hors agglomération) d'Amérique du Nord. Elle constitue le point d'ancrage de la région du fer à cheval doré, qui correspond à une agglomération urbaine de 9 765 188 personnes (en 2021) entourant l'extrémité ouest du lac Ontario, tandis que la région du Grand Toronto à proprement parler contient une population de 7 077 933 habitants, en 2023. Toronto est un centre international des affaires, de la finance, des arts, de la culture, et est considéré comme l'une des villes les plus multiculturelles et cosmopolites au monde.
La région de Toronto, située sur un vaste plateau en pente jalonné de rivières, de ravins et de forêts, a d'abord été habitée par des autochtones, pendant plus de 10 000 ans. Les Britanniques achètent les terres de la région aux Mississaugas en 1787, puis fondent la ville de York en 1793, qui devient la capitale du Haut-Canada en 1797. Pendant la guerre de 1812, la ville est le théâtre de la bataille de York et subit de lourds dégâts par les troupes américaines. York est incorporée et renommée « Toronto » en 1834. Elle est désignée capitale de la province de l'Ontario en 1867, lors de la Confédération canadienne. La ville proprement dite s'est depuis étendue au-delà de ses frontières d'origine, à la suite de plusieurs fusions, jusqu'à atteindre la superficie actuelle de 630,2 km2.
La population diversifiée de Toronto reflète son rôle actuel de destination pour des immigrants venant du monde entier, principalement depuis l'introduction du multiculturalisme au Canada en 1971. Plus de 50 % des résidents appartiennent à un groupe de minorités visibles et plus de 200 origines ethniques distinctes sont représentées parmi ses habitants. Bien que la majorité des Torontois parlent l'anglais comme langue maternelle, plus de 160 langues sont parlées dans la ville. Le maire de Toronto est élu au suffrage universel direct pour servir de directeur général de la ville. Le conseil municipal de Toronto est une législature monocamérale, constituée de 25 conseillers depuis l'élection municipale de 2018, représentant les quartiers de toute la ville.
Toronto est devenu un important centre de musique, de théâtre, de production cinématographique et télévisuelle. Elle abrite le siège des principaux réseaux de diffusion et des médias nationaux du Canada. Ses institutions culturelles variées, qui comprennent de nombreux musées et galeries d'art, des festivals et événements publics, des quartiers de divertissement, des lieux historiques nationaux et des activités sportives, attirent plus de 43 millions de touristes chaque année. Toronto est connue pour ses nombreux gratte-ciel, en particulier la plus haute structure autoportante de l'hémisphère occidental, la tour CN.
La ville abrite la bourse de Toronto, le siège des cinq plus grandes banques du Canada et de nombreuses autres grandes sociétés canadiennes et multinationales, de tous les secteurs économiques. Son économie est fortement diversifiée avec des atouts dans la technologie, la stylique, le secteur financier, les sciences de la vie, l'éducation, les arts, la mode, l'aérospatiale, l'éco-innovation, la restauration collective et le tourisme. Toronto est la troisième plus grande technopole d'Amérique septentrionale, après la Silicon Valley et New York, avec la croissance la plus rapide.

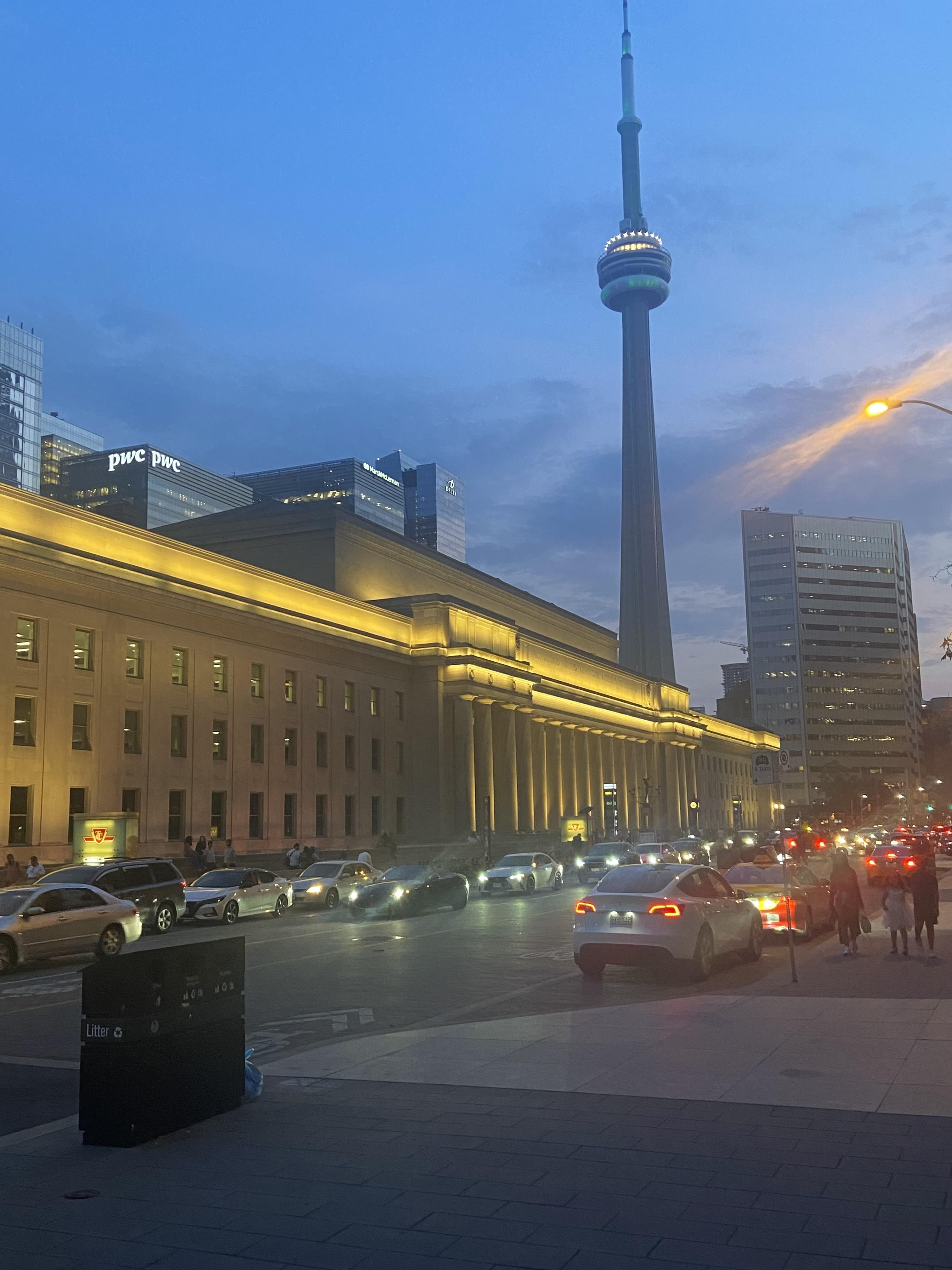
Cette photo illustre une vue de la tour du CN en plongée. La prise de vue s'est produite directement à partir de l'une des rues du centre-ville de Toronto.

## Histoire
La région de Toronto est habitée par des autochtones depuis plus de 10 000 ans, et notamment par les Iroquois à l'arrivée des premiers colons. Les Français y fondent un fort du nom de Fort Rouillé en 1750, dont le site sera abandonné en 1759.
Au cours de la révolution américaine, la région de Toronto est le refuge de nombreux colons britanniques loyalistes en provenance des provinces américaines instables. L'arrivée de ces réfugiés loyalistes pousse les autorités britanniques à diviser la Province de Québec en deux parties avec l'Acte constitutionnel de 1791. La colonie du Haut-Canada (par opposition au Bas-Canada) est ainsi établie sous le gouverneur John Graves Simcoe (1752-1806).
Simcoe s'établit d'abord à Newark (Niagara-on-the-Lake). En 1793, après l'achat contesté au peuple Mississauga d'un site sur le lac Ontario par la Couronne britannique, Guy Carleton, connu comme baron Dorchester, gouverneur général du Canada, accepte la fondation d'une ville que Simcoe nomme York, d'après Frederick, duc d'York et Albany, le second fils du roi George III. Le 1er février 1796, Simcoe choisit York comme capitale du Haut-Canada en remplacement de Newark, en considérant que la nouvelle ville est moins vulnérable aux attaques américaines. Il y installe le gouvernement et l'Assemblée législative du Haut-Canada. Fort York est construit à l'entrée du port naturel de la ville, abrité par un long banc de sable en forme de péninsule.
Durant la guerre de 1812, la ville est le théâtre de la bataille d'York en 1813. La reddition de la ville est négociée par John Strachan. Au cours des cinq jours d'occupation, les soldats américains détruisent une grande partie de Fort York, mettent le feu aux bâtiments abritant le parlement et pillent la ville. Le sac d'York sera la justification de l'incendie de Washington par les troupes britanniques en 1814.
Le 6 mars 1834, l'agglomération d'York devient Toronto, l'année de son incorporation comme ville (l'ancien nom d'York reste inscrit dans la cartographie du Toronto actuel par l'existence des quartiers York, East York et North York). À cette époque, Toronto compte environ 9 000 habitants, dont de nombreux anciens esclaves afro-américains qui avaient fui les Black Codes instaurés dans certains États. L'esclavage est aboli dans tout le Haut-Canada en 1834. L'homme politique réformiste William Lyon Mackenzie devient le premier maire de la ville de Toronto. C'est lui qui dirige la rébellion infructueuse du Haut-Canada en 1837 contre le gouvernement colonial britannique.
Toronto avait été au XVIIIe siècle le nom donné à un lac se trouvant à environ 120 kilomètres au nord de l'agglomération, rebaptisé lac Simcoe en 1793. Puis, par une de ces dérives toponymiques assez typiques en Amérique du Nord, ce fut le nom d'une petite rivière qui arrose le site actuel de la ville et qui s'appelle aujourd'hui la rivière Humber. C'est d'après le nom de cette Rivière Toronto que fut dénommée initialement la ville, sans doute sur le modèle de Chicago qui avait été nommée d'après une des baies du lac Michigan. Le mot Toronto signifie « l'endroit où les racines des arbres trempent dans l'eau » dans un dialecte mohawk de l'est du Canada. La périphrase française usuelle pour Toronto est la Ville-Reine.
Au XIXe siècle, Toronto est la principale destination des immigrants au Canada et la croissance de la ville est particulièrement rapide. Un afflux de population particulièrement important a lieu au cours de la grande famine en Irlande (1845-1852). En 1851, la population d'origine irlandaise est le groupe ethnique le plus important de la ville.

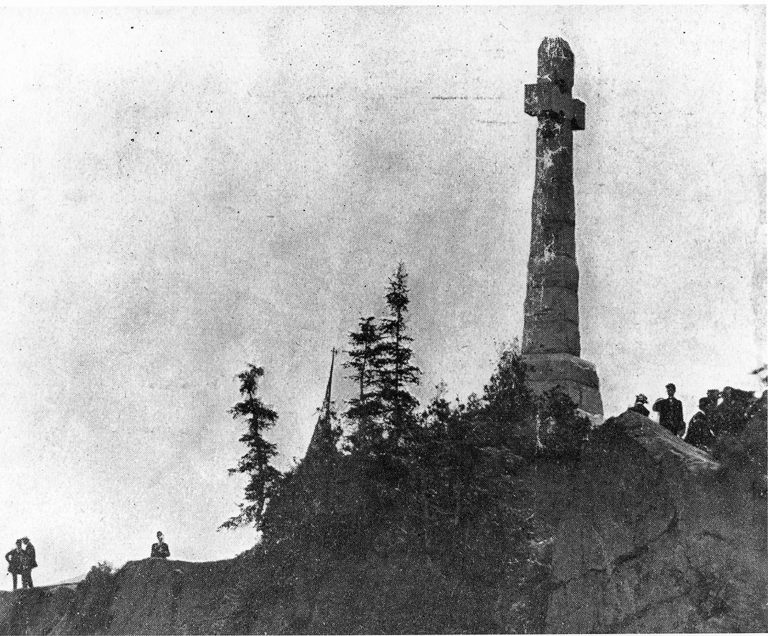
Monument aux immigrants Irlandais au Canada victimes du typhus. Vers 1910, archives Notman, musée McCord.

Au cours de son histoire, Toronto a été choisie à deux reprises comme capitale de la province du Canada : une première fois entre 1849 et 1852, à cause de l'attentat et la destruction du parlement à Montréal, puis une deuxième fois entre 1856 et 1858. Lors de la création de la province de l'Ontario en 1867, Toronto en est choisie comme capitale par la Confédération canadienne. Le siège de l'Assemblée législative et du gouvernement de l'Ontario est situé dans Queen's Park. La ville de Toronto accueille également du fait de son statut de capitale provinciale la résidence du lieutenant-gouverneur, représentant de la Couronne.

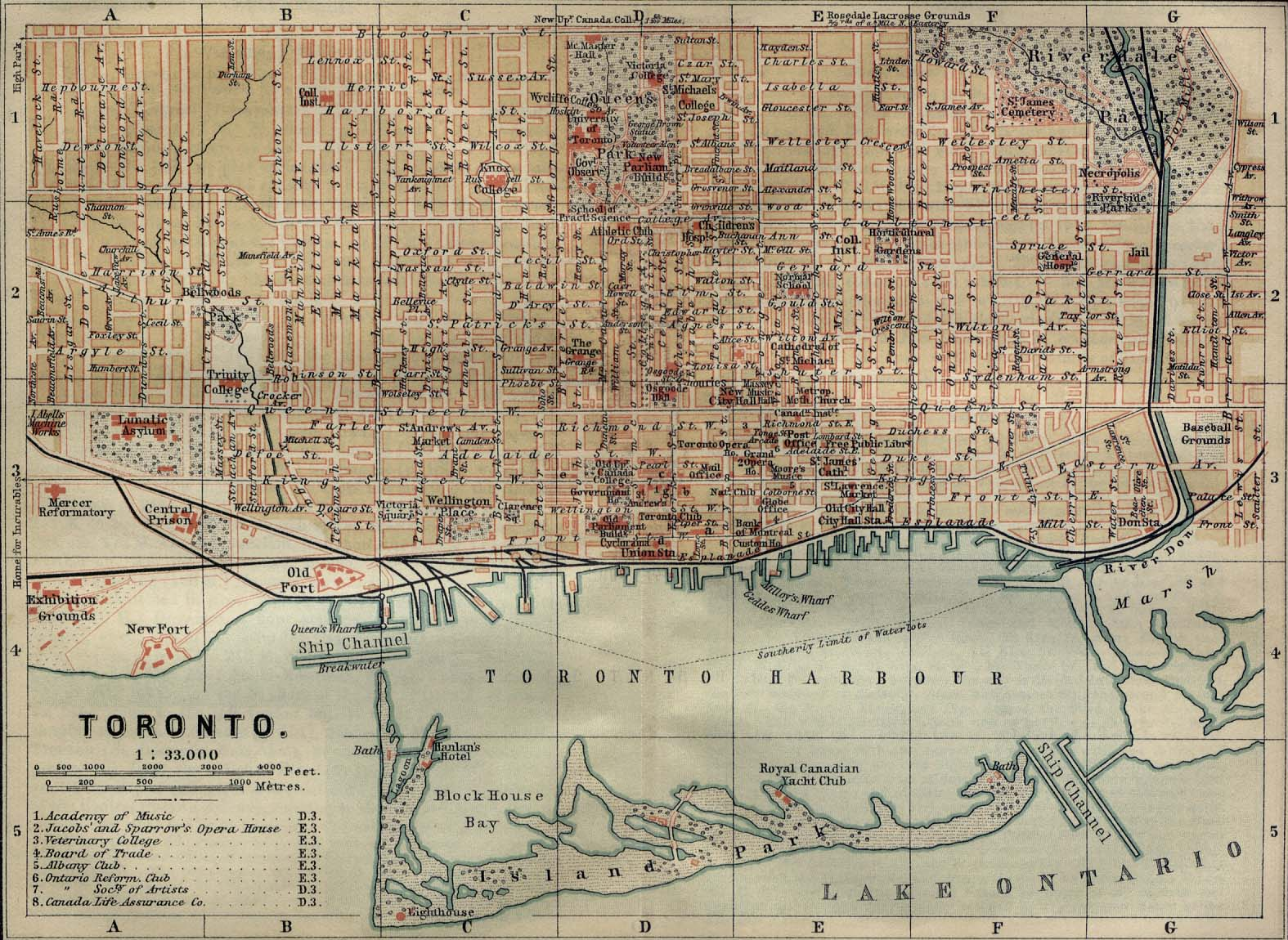
Carte de Toronto, 1894.

Au XIXe siècle, un important système de traitement des déchets est construit et les rues sont éclairées par un éclairage au gaz. Des lignes de chemin de fer longues distances sont construites. La compagnie de chemin de fer du Grand Tronc du Canada et la Northern Railway of Canada se réunissent dans la construction de la première Gare Union au centre-ville où s'arrête notamment la Toronto Belt Line Railway.
En 1891, les tramways à traction hippomobile sont remplacés par des véhicules électriques quand la ville de Toronto accorde une franchise de trente ans à la Toronto Railway Company. En 1921, les transports en commun passent sous le contrôle de la municipalité avec la création de la Toronto Transportation Commission, renommée plus tard en Toronto Transit Commission.

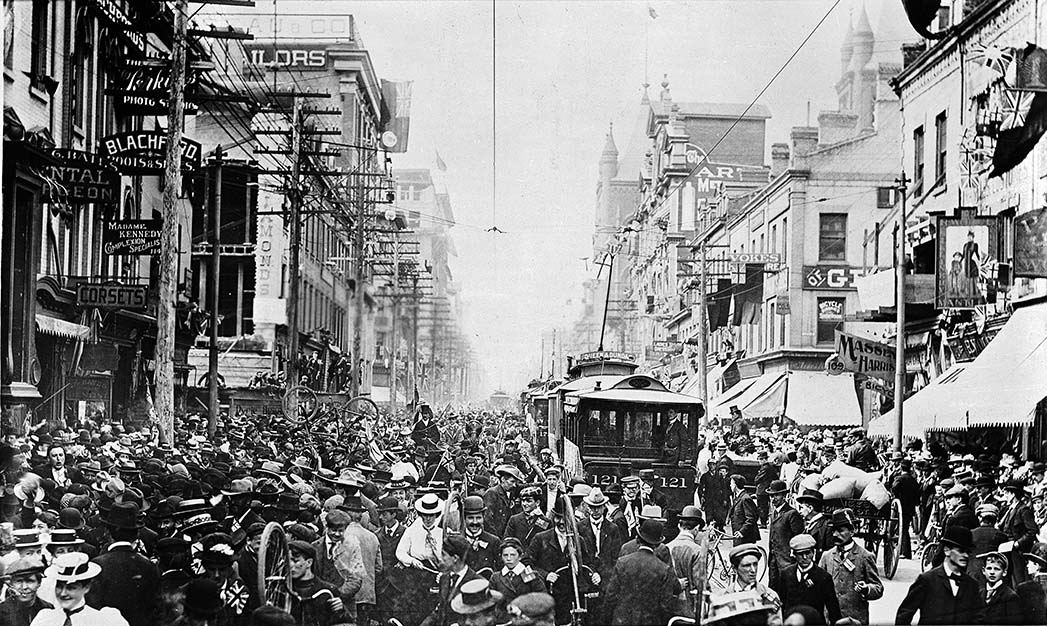
Célébration de la fin de la guerre des Boers.

En 1904, le grand incendie de Toronto détruit une partie importante du centre de Toronto. Si la ville est cependant rapidement reconstruite, les dégâts coûtent plus de dix millions de dollars de l'époque. Cet événement entraîne un durcissement de la législation en matière de sécurité incendie et le développement des services de pompiers de la ville.
À la fin du XIXe siècle et au début du XXe siècle, la ville de Toronto accueille à nouveau de nombreux immigrants, principalement des Allemands, des Français, des Italiens et des Juifs venus de différents pays d'Europe de l'Est. Ils sont bientôt suivis par des Chinois, des Russes, des Polonais et des immigrants d'autres pays d'Europe de l'Est. Ceux-ci vivent souvent dans des baraques surpeuplées situées dans des quartiers pauvres comme The Ward, sur lequel a été construite la nouvelle mairie dans les années 1960. Malgré sa croissance importante, Toronto reste dans les années 1920 la seconde ville du Canada sur le plan économique et sur celui de la population, derrière la ville plus ancienne de Montréal. Néanmoins, en 1934, la bourse de Toronto devient la plus importante du pays.
En 1951, la population de Toronto dépasse le million d'habitants avec le commencement d'une grande suburbanisation. En 1953, la municipalité de la communauté urbaine de Toronto (Municipality of Metropolitian Toronto) est créée par le gouvernement de l'Ontario pour regrouper plusieurs municipalités de l'ancien comté d'York, notamment North York, Scarborough et Etobicoke.
En 1954, la ville est frappée par l'ouragan Hazel. 81 personnes sont tuées dans la région de Toronto, près de 1 900 familles se retrouvent sans logement et l'ensemble des dégâts est estimé à plus de 25 millions de dollars.
À cette époque, plusieurs entreprises d'importance nationale et multinationale déménagent leur siège social de Montréal à Toronto et dans d'autres villes de l'Ouest canadien en partie en raison de l'incertitude politique qui règne à cause de la résurgence des mouvements souverainistes au Québec.
Dès les années 1960, de grands projets immobiliers sont entrepris comme la construction de la First Canadian Place, haute tour (72 étages) blanche du centre-ville qui sera le premier grand projet du futur milliardaire Paul Reichmann.
En 1971, Toronto compte plus de deux millions d'habitants. Dans les années 1980, elle devient la ville la plus peuplée et le principal centre économique du Canada, dépassant Montréal.
En 1998, la municipalité régionale disparaît au profit d'une seule ville, Toronto. Son premier maire est Mel Lastman, l'ancien maire de North York (devenu un quartier du nord du nouveau Toronto). Olivia Chow est la maire de Toronto depuis le 12 juillet 2023.

### Héraldique
Toronto est l'une des villes les plus multiculturelles du monde, ce qui se traduit dans la devise officielle de la ville, : « Diversity Our Strength ».
| Diversity Our Strength (« La diversité est notre force ») |
| --------------------------------------------------------- |

| L'écu se blasonne ainsi : D'or au chef-pal d'azur. |

## Géographie
La région de Toronto est située sur un vaste plateau en pente jalonné de rivières, de ravins et de forêts. La ville s'est depuis étendue au-delà de ses frontières d'origine, à la suite de fusions, jusqu'à atteindre la superficie actuelle de 630,2 km2.

Panorama à 360 degrés photographié depuis la tour CN.

Située dans la mégalopole ontarienne appelée Golden Horseshoe, la ville de Toronto a une distance nord-sud maximale de 21 km et une distance est-ouest maximale de 43 km. La ville de Toronto possède une côte de 46 km de long sur la partie nord-ouest du lac Ontario. Les Îles de Toronto et la partie portuaire de la ville, qui s'étendent vers l'intérieur du lac, offrent une protection à la partie de la côte qui se situe directement au sud de la partie centrale de la ville. Les limites de la ville sont constituées par le lac Ontario au sud, par le ruisseau Etobicoke et l'autoroute 427 à l'ouest, par l'avenue Steeles au nord et par la rivière rouge à l'est.

Toronto se situe dans la mégalopole ontarienne nommée Golden Horseshoe.
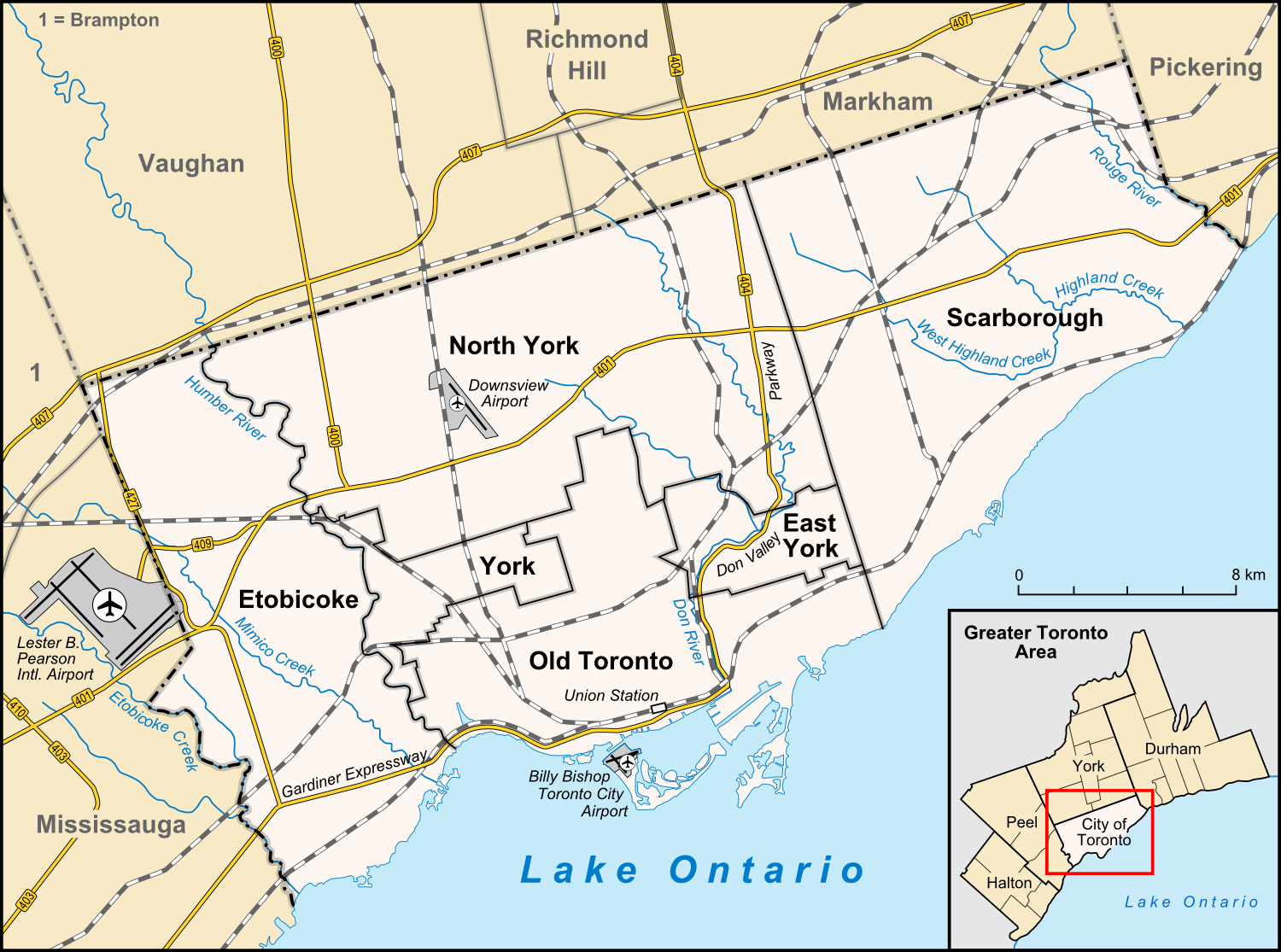
Carte de la ville de Toronto.

### Topographie

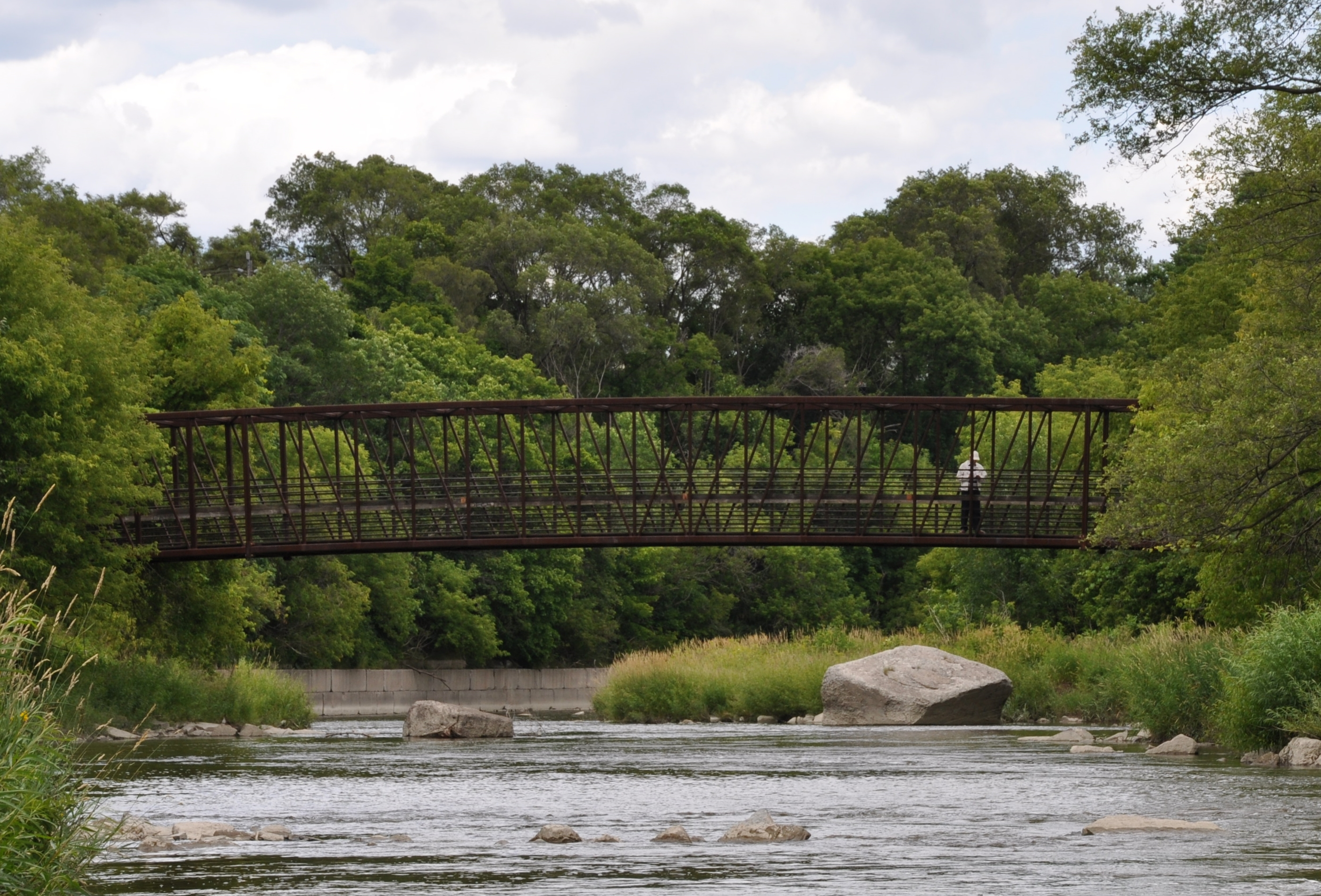
La rivière Humber.

Toronto est traversée par deux rivières principales et de nombreux affluents : la rivière Humber à l'ouest du centre-ville et la rivière Don à l'est du centre-ville. La côte est formée de sédiments qui ont été apportés naturellement par les courants du lac qui ont également créé les Toronto Islands. Les nombreux ruisseaux et rivières venant du nord et venant se jeter dans le lac ont créé de grands ravins très boisés et fournissent des sites idéaux pour l'établissement de parcs (Humber Bay Park) et de petits sentiers de randonnée.
Néanmoins, cet ensemble de ravins interfère aussi avec le plan hippodamien classique des villes nord-américaines, ce qui entraîne l'interruption temporaire de nombreuses rues d'un côté du ravin pour reprendre de l'autre : par exemple l'avenue Finch, la rue Leslie, l'avenue Lawrence, ou l'avenue St. Clair. Des viaducs, comme celui du prince Édouard, ont également été construits pour franchir ces obstacles. Ces ravins sont également utiles pour l'évacuation des eaux de pluie mais certaines zones, en particulier près de la rivière Don, sont sujettes à des crues soudaines.
Au cours de la glaciation de Würm, la partie sud de Toronto était sous le lac glaciaire Iroquois. Il en résulte aujourd'hui une série d'escarpements qui marquent les anciennes limites du lac, connues sous le nom de Iroquois Shoreline. Ces escarpements sont plus marqués de l'avenue Victoria à l'embouchure du ruisseau Highland, où ils forment les falaises de Scarborough. D'autres sections de ces escarpements sont observables, par exemple près de l'avenue St. Clair Ouest entre la rue Bathurst et la rivière Don, ou au nord de Davenport Road, de Caledonia à l'avenue Spadina. Le château Casa Loma surplombe ces escarpements.
Les Toronto Islands étaient à l'origine un cordon littoral naturel jusqu'à ce qu'une tempête en 1858 les coupe du littoral, formant ainsi un chenal qui fut utilisé plus tard pour permettre l'accès aux docks.
Malgré la présence de nombreux ravins, Toronto n'est pas une ville spécialement vallonnée. Son altitude est comprise entre 75 mètres au niveau du lac Ontario et 209 mètres près de l'Université York au nord de la ville, à l'intersection entre la rue Keele et l'avenue Steeles.

### Climat

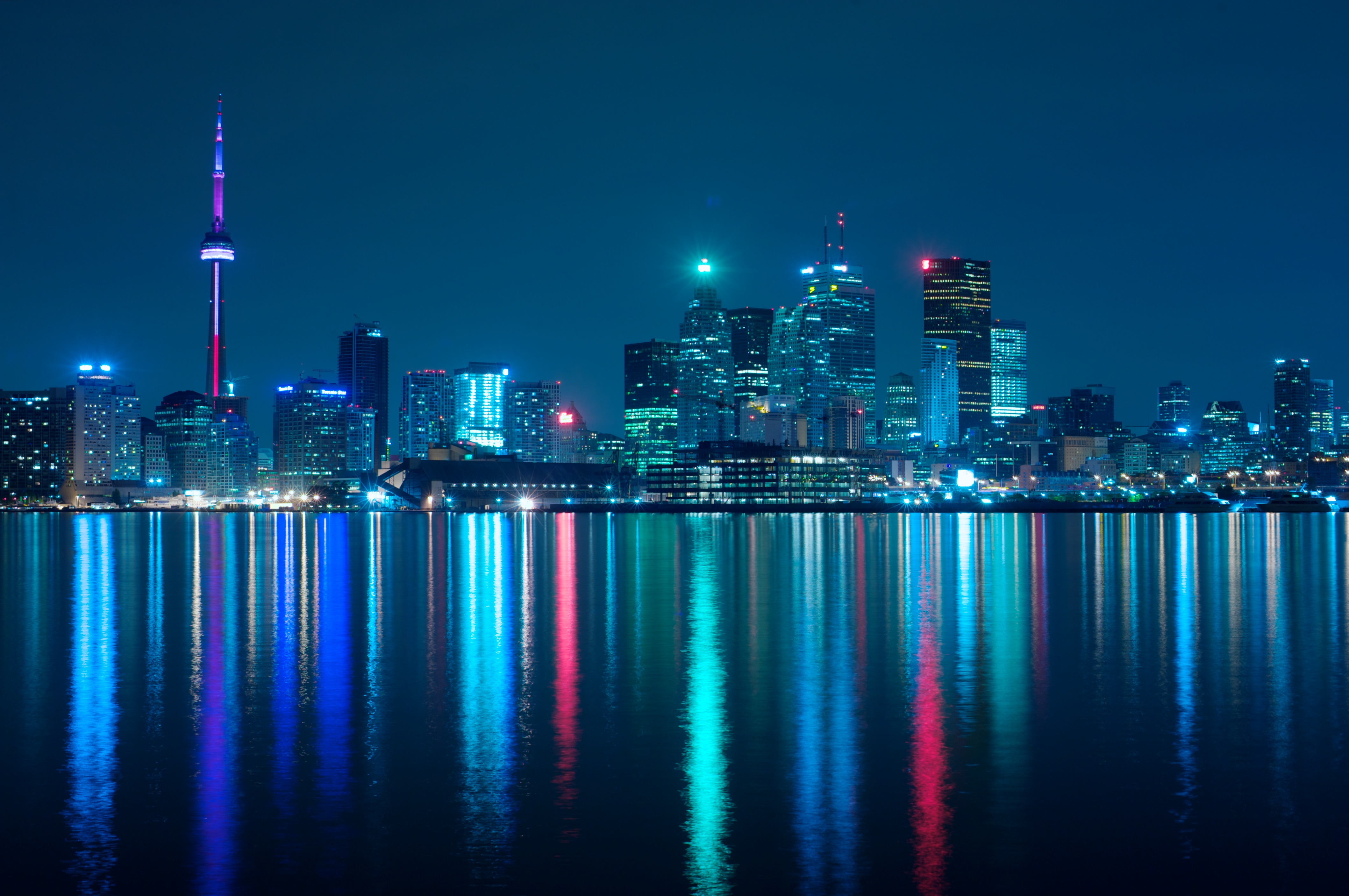
Vue sur Toronto de nuit.

Au regard de l'ensemble du territoire canadien, le climat de Toronto peut être considéré comme modéré. Le climat est continental humide mais avec des étés variant selon la station météorologique : d'après la classification de Köppen avec la station The Annex, la température moyenne du mois le plus froid est inférieure à 0 °C (janvier avec −3,7 °C) et celle du mois le plus chaud est supérieure à 10 °C (juillet avec 22,3 °C). C'est donc un climat continental. Les précipitations sont stables, donc il s'agit d'un climat continental froid sans saison sèche. L'été est chaud car la température moyenne du mois le plus chaud est supérieure à 22 °C (juillet avec 22,3 °C).
Avec cette station, le climat de Toronto est classé comme Dfa dans la classification de Köppen, soit un climat continental humide avec été chaud.
Cependant, avec la station de l'aéroport international Pearson de Toronto et d'après la classification de Köppen, la température moyenne du mois le plus froid est inférieure à 0 °C (janvier avec −5,5 °C) et celle du mois le plus chaud est supérieure à 10 °C (juillet avec 21,5 °C), donc c'est un climat continental. Les précipitations sont stables, donc il s'agit d'un climat continental froid sans saison sèche. L'été est tempéré car la température moyenne du mois le plus chaud est inférieure à 22 °C (juillet avec 21,5 °C) et les températures moyennes des quatre mois les plus chauds sont supérieures à 10 °C (juin à septembre avec respectivement 18,6 °C, 21,5 °C, 20,6 °C et 16,2 °C).
Avec cette station, le climat de Toronto est classé comme dfb. dans la classification de Köppen, soit un climat continental humide avec été tempéré.
Les étés sont chauds (ou tempérés) et humides et les hivers froids. Quatre saisons distinctes sont observables avec des différences importantes de température d'une journée à l'autre, en particulier au cours de la saison froide. Certains événements extrêmes y arrivent occasionnellement, comme un important épisode de verglas en décembre 2013 et des orages violents en été, dont celui en août 2005.
La température la plus élevée fut de 40,6 °C le 8 juillet 1936 ; la température la plus basse fut de −35,2 °C le 16 janvier 1994. L'humidex le plus élevé fut de 50,9 °C le 14 juillet 1995 et le windchill le plus bas fut de −44,7 °C le 4 janvier 1981.
En raison de son urbanisation et de sa proximité au lac Ontario, Toronto présente une amplitude thermique entre le jour et la nuit relativement faible en particulier à cause de nuits plus chaudes.
| Mois                                  | jan.       | fév.       | mars       | avril     | mai       | juin      | jui.      | août      | sep.      | oct.      | nov.       | déc.      | année           |
| ------------------------------------- | ---------- | ---------- | ---------- | --------- | --------- | --------- | --------- | --------- | --------- | --------- | ---------- | --------- | --------------- |
| Température minimale moyenne (°C)     | −6,7       | −5,6       | −1,9       | 4,1       | 9,9       | 14,9      | 18        | 17,4      | 13,4      | 7,4       | 2,3        | −3,1      | 5,9             |
| Température moyenne (°C)              | −3,7       | −2,6       | 1,4        | 7,9       | 14,1      | 19,4      | 22,3      | 21,5      | 17,5      | 10,7      | 4,9        | −0,5      | 9,4             |
| Température maximale moyenne (°C)     | −0,7       | 0,4        | 4,7        | 11,5      | 18,4      | 23,8      | 26,6      | 25,5      | 21        | 14        | 7,5        | 2,1       | 12,9            |
| Record de froid (°C) date du record   | −32,8 1859 | −31,7 1855 | −26,7 1868 | −15 1923  | −3,9 1854 | −2,2 1842 | 3,9 1843  | 4,4 1855  | −2,2 1842 | −8,9 1844 | −20,6 1875 | −30 1933  | −32,8 10/1/1859 |
| Record de chaleur (°C) date du record | 16,1 1967  | 19,9 2017  | 26,7 1946  | 32,2 1842 | 34,4 1962 | 36,7 1964 | 40,6 1936 | 38,9 1918 | 37,8 1953 | 30,8 2007 | 23,9 1950  | 19,9 1982 | 40,6 8/7/1936   |
| Ensoleillement (h)                    | 85,9       | 111,3      | 161        | 180       | 227,7     | 259,6     | 279,6     | 245,6     | 194,4     | 154,3     | 88,9       | 78,1      | 2 066,3         |
| Précipitations (mm)                   | 61,5       | 55,4       | 53,7       | 68        | 82        | 70,9      | 63,9      | 81,1      | 84,7      | 64,4      | 84,1       | 61,5      | 831,1           |
| dont neige (cm)                       | 37,2       | 27         | 19,8       | 5         | 0         | 0         | 0         | 0         | 0         | 0,1       | 8,3        | 24,1      | 121,5           |
| Nombre de jours avec précipitations   | 15,4       | 11,6       | 12,6       | 12,6      | 12,7      | 11        | 10,4      | 10,2      | 11,1      | 11,7      | 13         | 13,2      | 145,5           |
| Nombre de jours avec neige            | 12         | 8,7        | 6,5        | 2,2       | 0         | 0         | 0         | 0         | 0         | 0,08      | 3,1        | 8,4       | 40,9            |

| Diagramme climatique                                  |             |             |           |           |              |            |              |            |           |            |             |
| J                                                     | F           | M           | A         | M         | J            | J          | A            | S          | O         | N          | D           |
| −0,7−6,761,5                                          | 0,4−5,655,4 | 4,7−1,953,7 | 11,54,168 | 18,49,982 | 23,814,970,9 | 26,61863,9 | 25,517,481,1 | 2113,484,7 | 147,464,4 | 7,52,384,1 | 2,1−3,161,5 |
| Moyennes : • Temp. maxi et mini °C • Précipitation mm |             |             |           |           |              |            |              |            |           |            |             |

| Mois                              | jan.  | fév.  | mars  | avril | mai  | juin | jui. | août | sep. | oct. | nov.  | déc.  | année |
| --------------------------------- | ----- | ----- | ----- | ----- | ---- | ---- | ---- | ---- | ---- | ---- | ----- | ----- | ----- |
| Température minimale moyenne (°C) | −9,4  | −8,7  | −4,5  | 1,9   | 7,4  | 13   | 15,8 | 15,1 | 10,8 | 4,6  | −0,2  | −5,8  | 3,3   |
| Température moyenne (°C)          | −5,5  | −4,5  | −0,1  | 7,1   | 13,1 | 18,6 | 21,5 | 20,6 | 16,2 | 9,5  | 3,7   | −2,2  | 8,2   |
| Température maximale moyenne (°C) | −1,5  | −0,4  | 4,6   | 12,2  | 18,8 | 24,2 | 27,1 | 26   | 21,6 | 14,3 | 7,6   | 1,4   | 13    |
| Record de froid (°C)              | −31,3 | −31,1 | −28,9 | −17,2 | −5,6 | 0,6  | 3,9  | 1,1  | −3,9 | −8,3 | −18,3 | −31,1 | −31,3 |
| Record de chaleur (°C)            | 17,6  | 14,9  | 25,6  | 31,1  | 34,4 | 36,7 | 37,6 | 38,3 | 36,7 | 31,6 | 25    | 20    | 38,3  |
| Précipitations (mm)               | 51,8  | 47,7  | 49,8  | 68,5  | 74,3 | 71,5 | 75,7 | 78,1 | 74,5 | 61,1 | 75,1  | 57,9  | 785,9 |

## Administration municipale

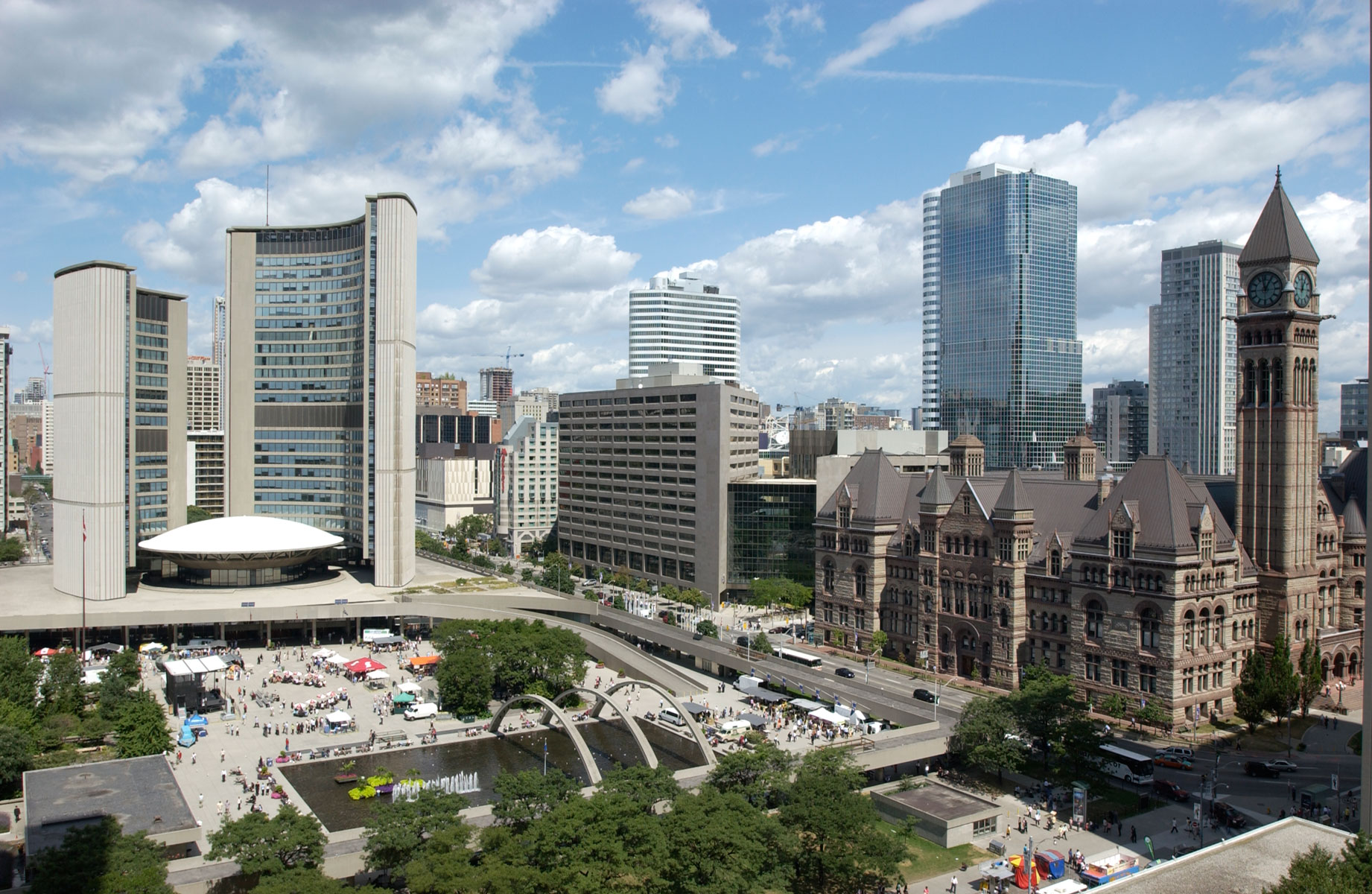
L'hôtel de ville actuel de Toronto, et l'ancien, à droite.

Maire à partir de 2014, John Tory démissionne en février 2023. Son ancienne adjointe, Jennifer McKelvie, assure l'intérim jusqu'à l'élection anticipée d'un nouveau maire. Élue le 26 juin 2023 lors de l'élection partielle, Olivia Chow devient mairesse de Toronto le 12 juillet 2023.
Le conseil municipal de Toronto a été réduit de 47 à 26 élus par le premier ministre ontarien Doug Ford en 2018.
L'hôtel de ville de Toronto se situe en centre ville, au 100 Queen Street West. Conçu par l'architecte finlandais Viljo Revell, il est inauguré en 1965 et est devenu un emblème de la ville. Il compte notamment onze grandes salles dont la Chambre du Conseil, qui sont aussi disponibles pour les groupes sans but lucratif et de bienfaisance.

## Économie
Ancien centre d'abattoirs porcins, Toronto connaît au XXe siècle un développement industriel important, à l'image de l'industrie automobile particulièrement importante à Oshawa. Toronto devient par la suite le cœur bancaire, financier et commercial anglophone du Canada. Elle est considérée au XXIe siècle comme une ville mondiale de premier plan par la GaWC (ville alpha en 2018), et l'une des plus importantes places financières dans le monde,.

Toronto abrite la Bourse de Toronto, le siège des cinq plus grandes banques du Canada et de nombreuses autres grandes sociétés canadiennes et multinationales, notamment les principaux réseaux de diffusion et des médias nationaux du Canada. La ville est le troisième centre de l'industrie cinématographique et télévisuelle d'Amérique du Nord,,,. Elle est devenue un important centre de musique, théâtre, de production cinématographique et télévisuelle. Elle abrite encore d'autres secteurs économiques importants, notamment des entreprises de technologie, l'informatique, l'aérospatial, les transports, les arts, la publication, la recherche médicale, l'éducation, les sports,, les services aux entreprises, l'innovation environnementale, les services de restauration et de tourisme,,.

L'Université de Toronto fait partie du Discovery District.

De plus, Toronto est un centre très important pour la recherche médicale et scientifique avec de nombreux grands hôpitaux qui abritent des centres de recherche. L'hôpital pour enfants (SickKids) inaugure en 2013 une tour baptisée « Learning Tower » entièrement consacrée à la recherche sur les maladies qui touchent les enfants. Il y a neuf importants centres de recherche regroupés et surnommés « Discovery District » (quartier de La Recherche). Les institutions membres sont les suivantes :
- Université de Toronto ;
- Hospital for Sick Children ;
- University Health Network ;
- Sunnybrook Health Sciences Centre ;
- Mount Sinai Hospital ;
- Toronto Rehabilitation Institute ;
- St. Michael's Hospital ;
- Centre for Addiction and Mental Health (CAMH) ;
- Université métropolitaine de Toronto.

De son côté, la Chambre de commerce de la région de Toronto est une des plus importantes et influentes en Amérique du Nord. Elle comporte 13 500 membres. Son rôle principal est de promouvoir la communauté des affaires du grand Toronto,.

## Tourisme

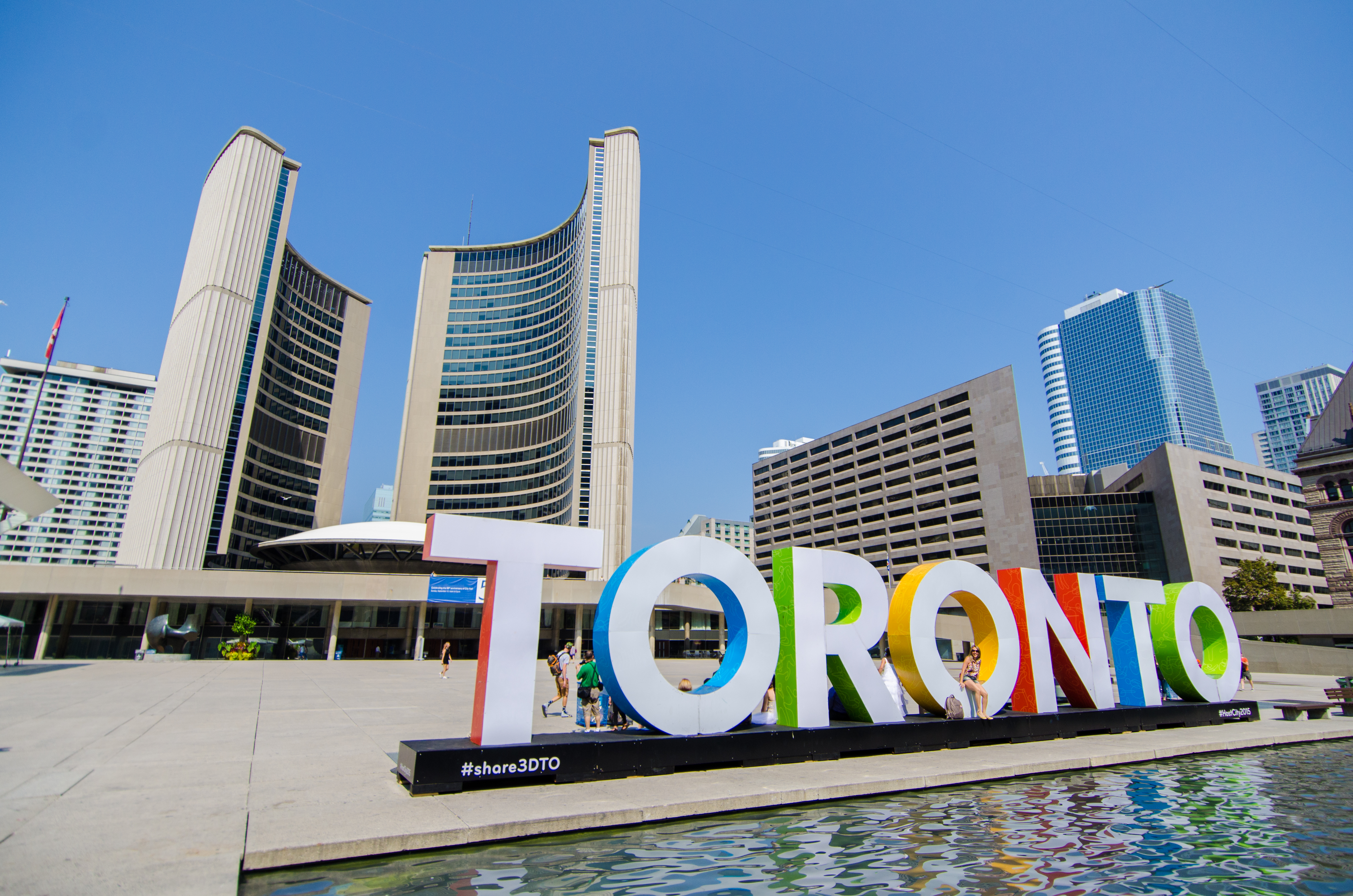
Écriteaux de Toronto devant l'hôtel de ville.

Toronto est une des villes les plus visitées d'Amérique,. Ses institutions culturelles variées, qui comprennent de nombreux musées et galeries d'art, des festivals et événements publics, des quartiers de divertissement, des lieux historiques nationaux et des activités sportives, attirent plus de 25 millions de touristes chaque année,.
Le monument le plus visité de la ville est la tour CN (CN Tower) avec plus de 2 millions de visiteur par an.

## Santé
Toronto subit une crise de la santé mentale causée par une combinaison de facteurs : pauvreté, consommation de drogues ou encore pandémie de Covid-19. En 2022, la demande de services psychologiques en Ontario a augmenté de 50 % ; plus d’un jeune sur deux dans la province dit souffrir d’un trouble mental. Pour faire face à cette crise, qui génère une hausse de l'insécurité, les autorités ont décidé d'augmenter les moyens de la police (le premier budget de la ville) sans toutefois trouver de réponses structurelles dans une ville qui compte plus de dix mille sans-abri et où la consommation de drogue, notamment de la méthamphétamine, est en hausse. Ainsi, selon un spécialiste en santé mentale cité par le journal Le Monde : « On parle de crimes dus à la santé mentale, on devrait plutôt parler de crimes liés à la pauvreté. Quand on doit attendre dix ans pour obtenir un logement social, que le nombre d'habitants ne cesse de croître sans que n'augmente celui des médecins, des infirmières ou des travailleurs sociaux, ce sont des milliers de gens qui restent livrés à eux-mêmes, sans ressource ni accès aux soins. »

## Médias
Toronto est au cœur de la vie intellectuelle et culturelle du Canada anglophone. La chaîne anglophone de Radio-Canada, la Canadian Broadcasting Corporation, siège à Toronto,, ainsi que TV Ontario CTV, CityTV et Omni les chaînes anglophones et francophones du gouvernement ontarien. La plupart des maisons d'édition se trouvent à Toronto. L'International Festival of Authors (IFOA) au Harbourfront Centre est le premier festival littéraire au Canada anglophone, avec en deuxième place le festival littéraire The Word On The Street. Toronto est également un centre important de productions pour le film et le théâtre, et reçoit chaque année le Festival international du film de Toronto.

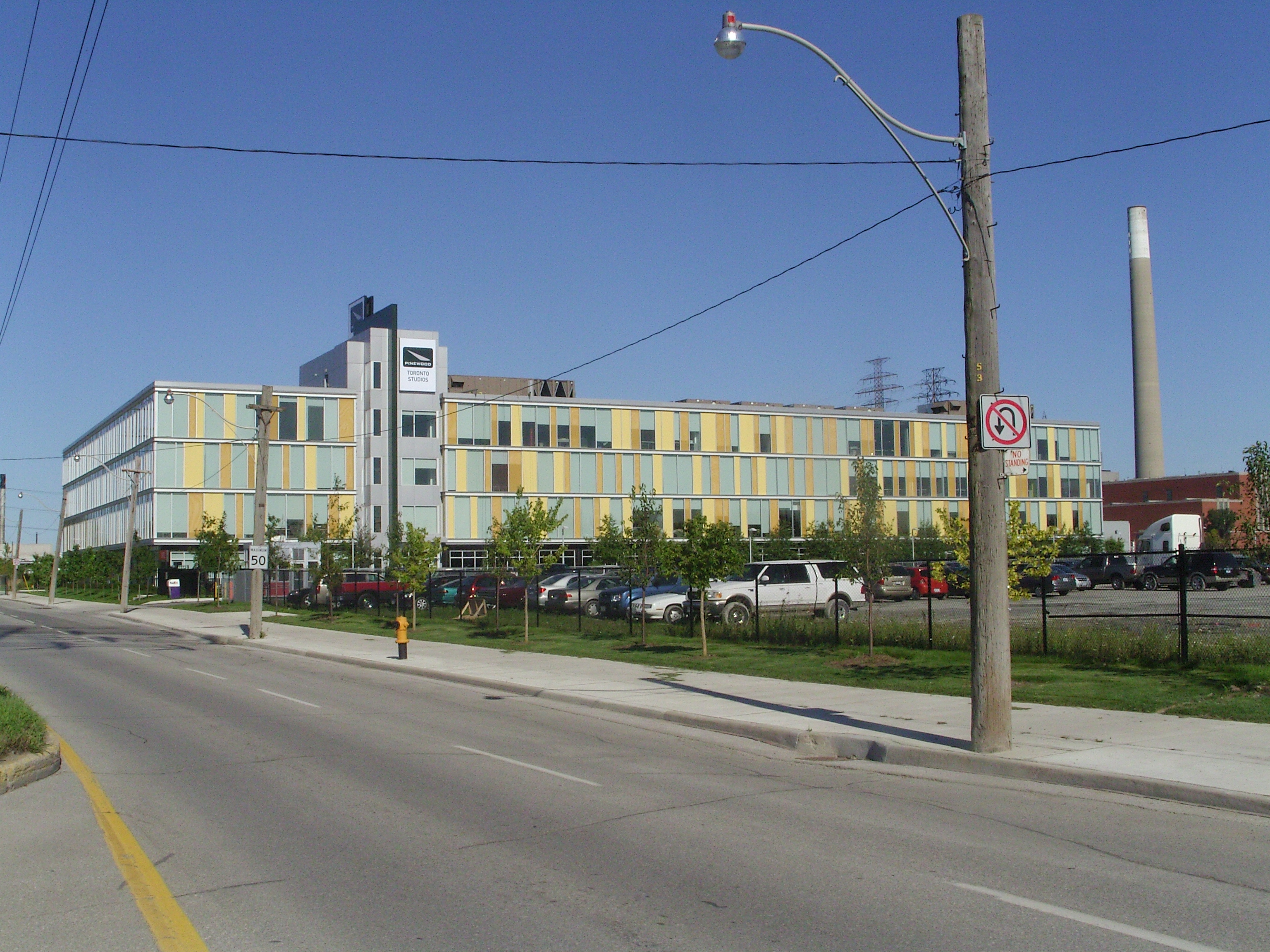
Pinewood Toronto Studios.

Les nouveaux Pinewood Toronto Studios, qui se trouvent dans le quartier Portlands, vont assurer une production de méga-productions étrangères avec le plus grand plateau de tournage en Amérique du Nord. On peut également voir des films de tous genres dans plus de 300 salles de cinéma à travers la région métropolitaine[réf. nécessaire].
On y trouve aussi le National Ballet of Canada avec son siège social aménagé dans les anciens locaux historiques de la CBC, partagé entre la modernité des nouvelles salles de répétition et le manoir historique de Northfield entièrement restauré. Le Toronto Symphony Orchestra et le Conservatoire royal de musique avec son audacieuse rénovation font de Toronto un atout pour la culture. Depuis 1967 la compagnie de théâtre professionnelle du Théâtre français de Toronto propose une saison complète de spectacles en français. Certains spectacles sont présentés avec des Surtitres en anglais.
Le studio d'animation Nelvana, fondé par Michael Hirsh, Clive A. Smith et Patrick Loubert y est également implanté, ainsi que le service francophone de télévision TFO.
Il y a deux quotidiens locaux, le Toronto Star et le Toronto Sun et deux quotidiens nationaux, The Globe and Mail et le National Post. De plus, il y a plusieurs journaux gratuits quotidiens (Metro, 24 Hours) et hebdomadaires (Now, Eye Weekly...). La bibliothèque publique de Toronto possède, entre autres, la plus grande collection publique de documents relatifs à la science-fiction (d'importantes rénovations sont en cours), la collection Merril, riche de plus de 55 000 articles.

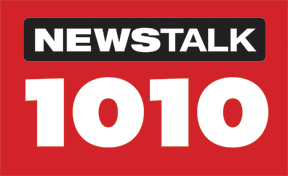
CFRB, plus connue sous le nom Newstalk 1010.

Le Conseil des artisans (Ontario Crafts Council) fait la promotion des arts céramiques, et l'expo «One of A Kind» attire des foules de partout une fois par année sur les lieux historiques d'Exhibition Place. Chaque année les festivals Luminato et Nuit Blanche réussissent à capter une part croissante du marché du tourisme de la ville. La région de Toronto compte aujourd'hui plus de 100 théâtres[réf. nécessaire], où on peut voir tous les genres de spectacles, ainsi que plusieurs cinémas Imax, dont la technologie a été inventée à Toronto. La célèbre auteure canadienne, Margaret Atwood, y vit depuis des années[réf. nécessaire], ainsi que de nombreux autres personnages très connus dans le monde de la culture canadienne[réf. nécessaire]. Les signaux des diffuseurs suivants sont émis depuis la Tour: CBC, CHIN, MASTER FM, CHUM, CHFI, CKFM-FM, CTV, CFNY, TV Ontario, LOOK TV, ROGERS CABLE, CJEZ, CLASSIC 96.3M, CIRV FM, CFYIAM, CISS-FM, CFTR, CKMW, CJMR, CFZM, CJCL, CFRB, CFMT-TV, CILQ-FM, SUN TV, CJRT-FM.

## Éducation et enseignement

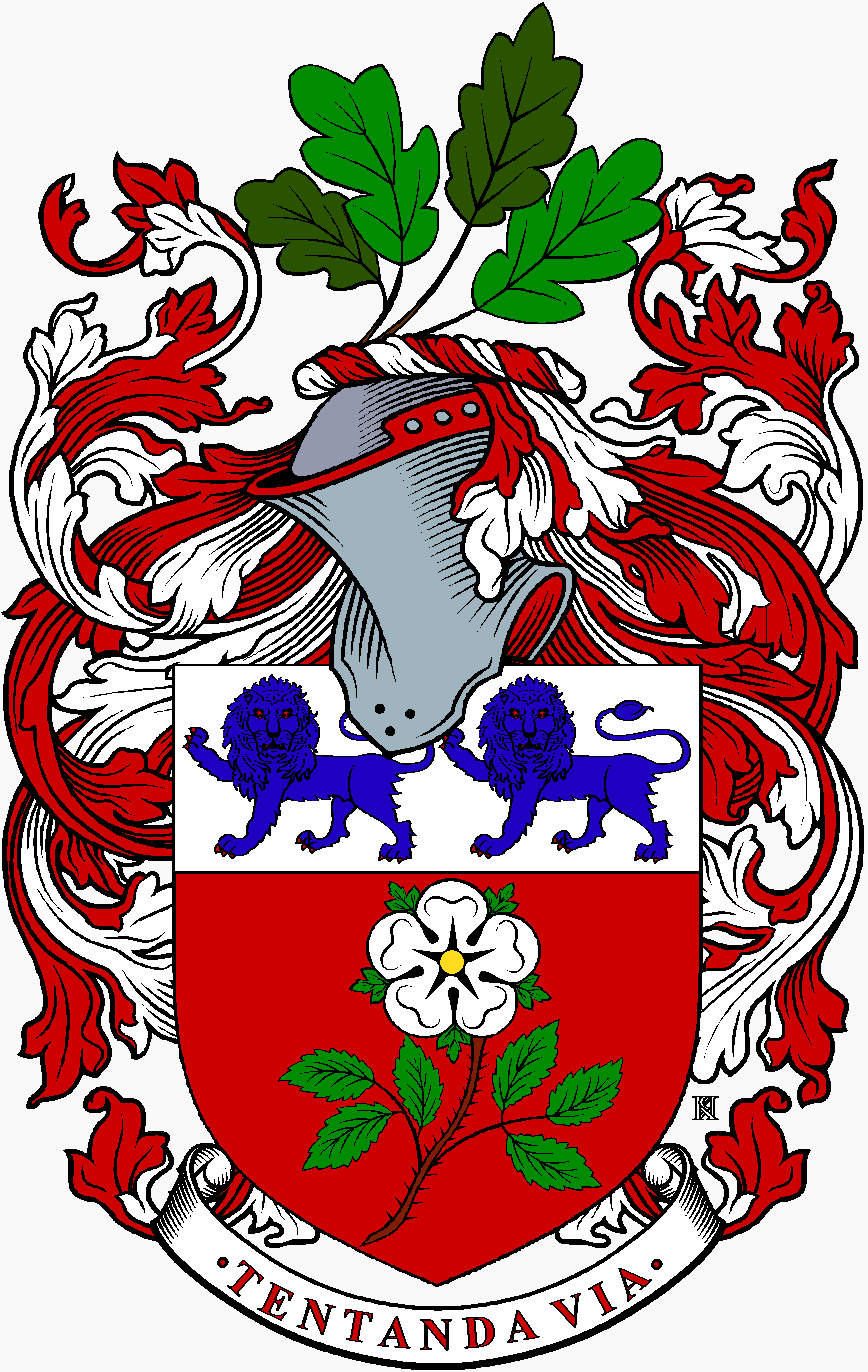
L'Université York.

La ville de Toronto regroupe de nombreuses institutions d'enseignement supérieur. En particulier, plusieurs universités sont situées sur son territoire.
La plus ancienne, l'Université de Toronto, fondée en 1827, est la doyenne des universités de l'Ontario et une des principales institutions de recherche du Canada. Elle dispose d'une immense bibliothèque Robarts de 13 étages. Elle figure dans le classement des meilleures universités dans le monde,.
Les deux autres universités d'importance sont l'Université York, la troisième du Canada par son nombre d'étudiants, et l'Université métropolitaine de Toronto. Il existe également trois autres universités publiques de taille plus modeste : l'Ontario College of Art & Design, l'Université de Guelph-Humber et l'Université de l'Ontario français.

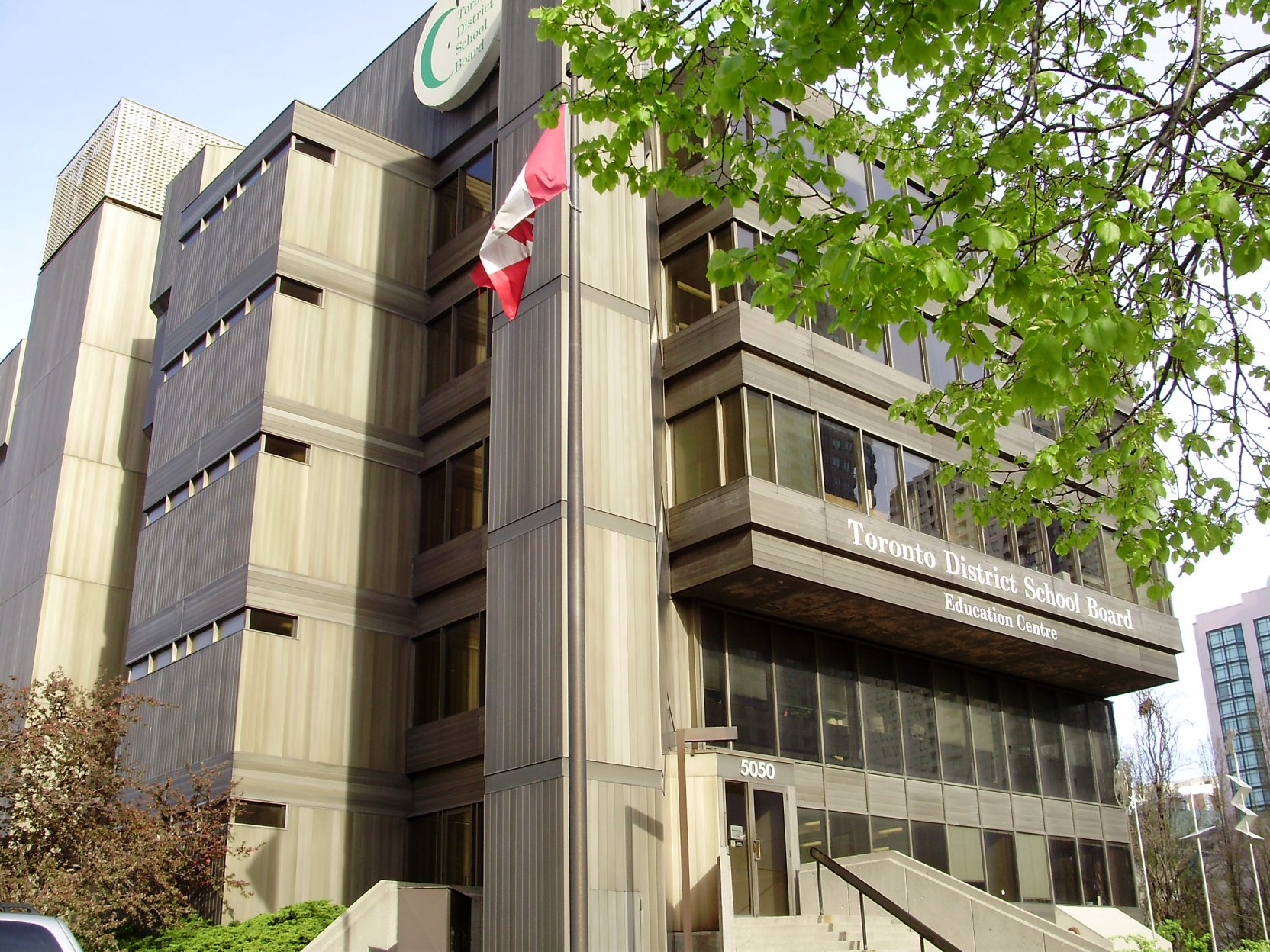
TDSB Education Centre, le siège du Conseil scolaire du district de Toronto.

L'Université Tyndale est une institution d'enseignement supérieur chrétienne ainsi que le plus grand séminaire du Canada.
Il existe aussi quatre collèges délivrant des diplômes supérieurs à Toronto : le Seneca College, l'Humber College, le Centennial College et le George Brown College. La ville accueille également deux campus satellites de collèges francophones, dont La Cité collégiale et le collège Boréal.
Toronto possède également une grande offre de formation dans les domaines artistiques. Le Conservatoire royal de musique est une école de musique réputée située dans le centre-ville. Le Centre canadien du film est un institut de formation, fondé par le cinéaste Norman Jewison, dans les domaines cinématographique, télévisuel ainsi que dans celui des nouveaux médias.
Les bibliothèques sont particulièrement riches. La bibliothèque publique de Toronto possède le réseau le plus important du Canada avec 100 établissements et plus de onze millions d'ouvrages répertoriés dans ses collections,. Son réseau de bibliothèques est le quatrième plus important de l'Amérique du Nord, juste après ceux des universités d'Harvard, de Yale et de Berkeley. La bibliothèque Robarts à l'Université de Toronto, étalée sur 13 étages, est un lieu qu'il faut visiter sinon pour son architecture de style brutaliste.

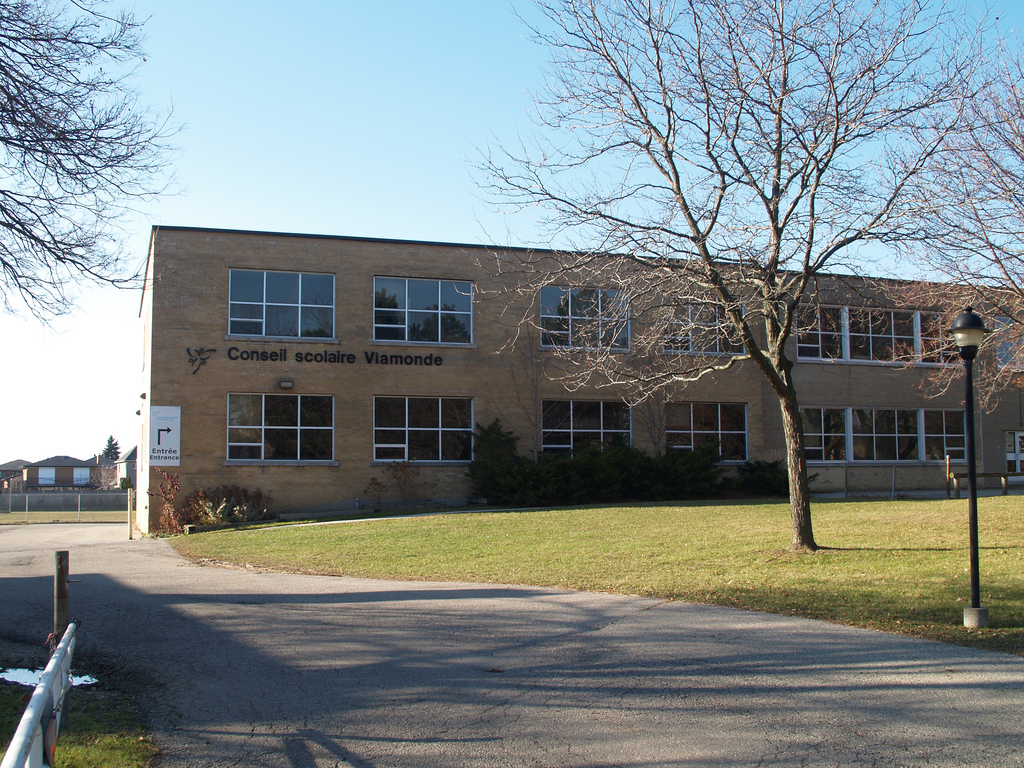
Siège du Conseil scolaire Viamonde.

L'Osgoode Hall Law School, rattachée à l'Université York, possède la collection d'ouvrages la plus importante dans le domaine du droit des pays du Commonwealth des Nations. De plus, la bibliothèque centrale de Mississauga est la troisième en importance dans la région métropolitaine avec 5 étages.
Les 451 écoles élémentaires et les 102 écoles d'enseignement secondaire de Toronto sont regroupées dans le Conseil scolaire du district de Toronto, ce qui en fait le plus important regroupement du Canada. De leur côté, le Toronto Catholic District School Board (en français, le conseil scolaire du district catholique de Toronto) dirige les écoles catholiques romaines financées publiquement ; le Conseil scolaire Viamonde gère les écoles publiques de langue française et le Conseil scolaire de district catholique Centre-Sud les écoles catholiques de langue française.

## Architecture et urbanisme
Il n'existe pas de style architectural prédominant dans la ville de Toronto. Lawrence Richards, professeur membre de la faculté d'architecture de l'Université de Toronto, a déclaré « Toronto is a new, brash, rag-tag place — a big mix of periods and styles. ». Les bâtiments de la ville sont d'âges et de conceptions extrêmement variés : de nombreuses constructions datent du milieu du XIXe siècle tandis que les grands immeubles furent érigés au cours de la seconde moitié du XXe siècle.
La tour CN est certainement le symbole de la ville de Toronto et la signature de son panorama urbain. Haute de 553,33 mètres, elle était la structure autoportante la plus haute du monde jusqu'en 2007, année durant laquelle elle a été dépassée par le Burj Khalifa. Elle reste la plus haute tour de l'hémisphère occidental. Elle est un important hub de télécommunication et l'une des principales attractions touristiques de la ville.
Toronto est l'une des villes du monde qui possède le plus de gratte-ciel ; elle possède en effet plus de 1 700 bâtiments de plus de 90 mètres de hauteur et de plus de 70 tours d'une hauteur d'au moins 150 mètres. La majorité de ces gratte-ciel sont des immeubles résidentiels. Les tours à vocation commerciale se regroupent principalement dans le centre-ville de Toronto, North York, Scarborough et dans la ville de Mississauga. La tour First Canadian (Banque de Montréal) est le plus haut gratte-ciel de la ville avec 72 étages pour 298 m de hauteur.
Au cours du début du XXIe siècle, de nombreux bâtiments culturels ont été profondément restaurés et modifiés, notamment le Musée royal de l'Ontario, le Gardiner Museum, le Musée des beaux-arts de l'Ontario et le Ontario College of Art & Design.
Le quartier de Distillery District, situé dans le coin sud-est du centre-ville, est l'exemple de zone industrielle d'architecture victorienne la mieux conservée d'Amérique du Nord. Ce quartier piétonnier est depuis consacré à l'artisanat, aux arts, à la culture et au divertissement.
La forte demande du marché immobilier a entraîné une multiplication d'immeubles modernes et de gratte-ciel dans le centre-ville, principalement résidentiels et hôteliers comme The Adelaide Hotel Toronto, le Ritz-Carlton Toronto, le Four Seasons Hotels and Resorts, le Shangri-La Toronto, la tour L, la tour 1 Bloor, et les agglomérations de ParkPlace et CityPlace, comptant une vingtaine de tours résidentielles chacune. D'autres projets résidentiels importants sont en cours de développement ou de construction.

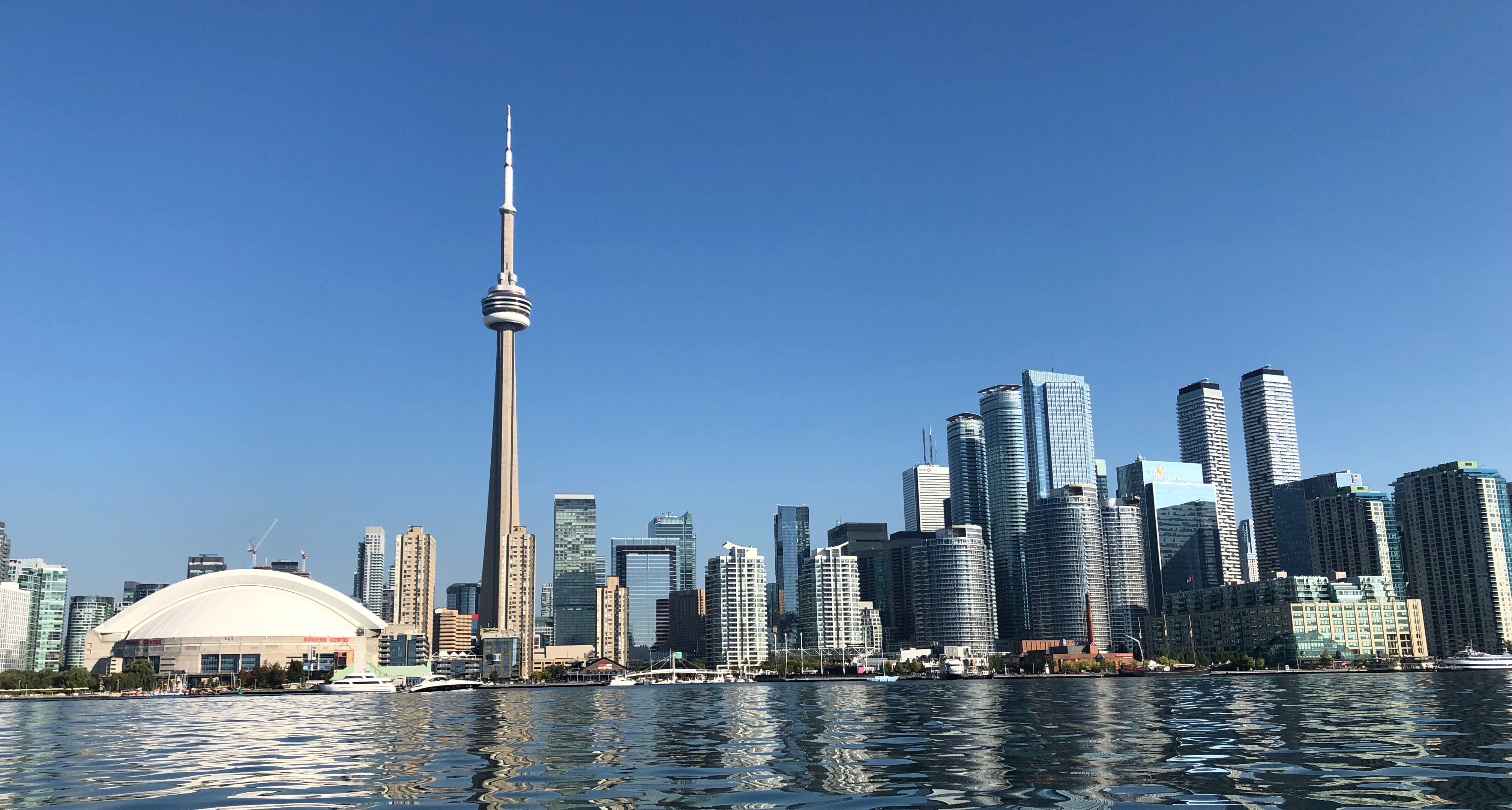
Panorama de Toronto depuis les îles de Toronto.
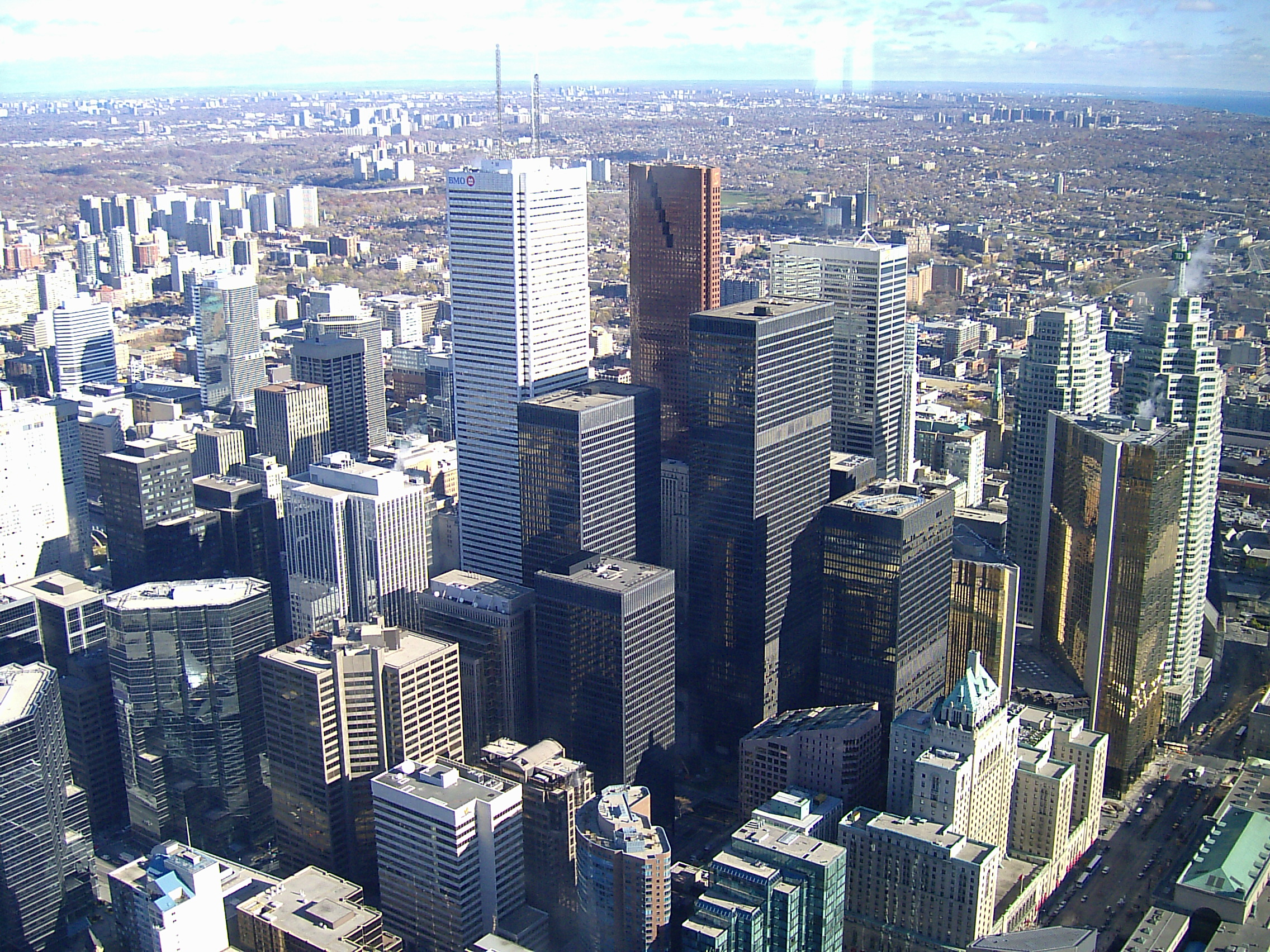
Vue de la tour CN.
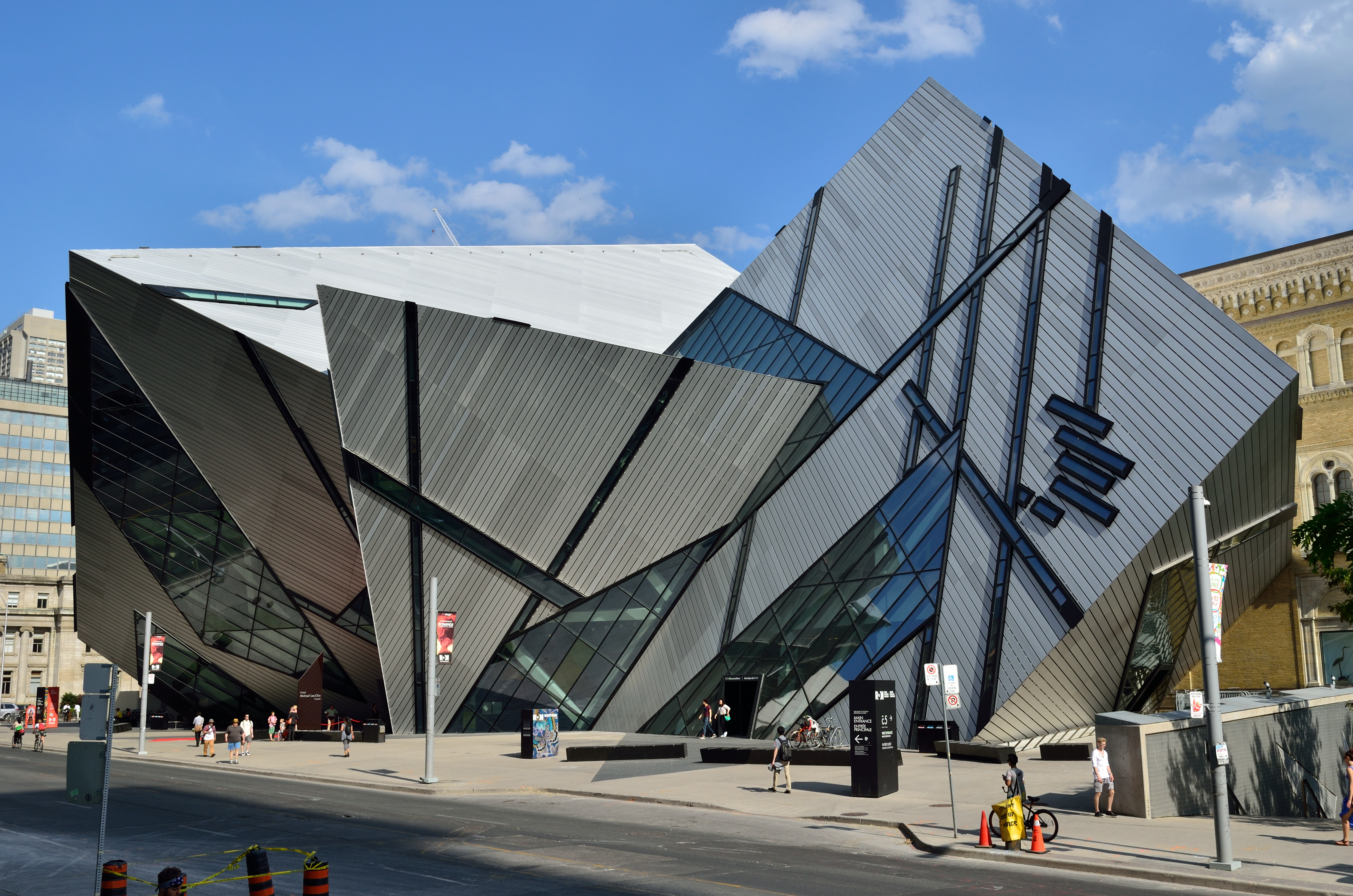
Musée royal de l'Ontario.
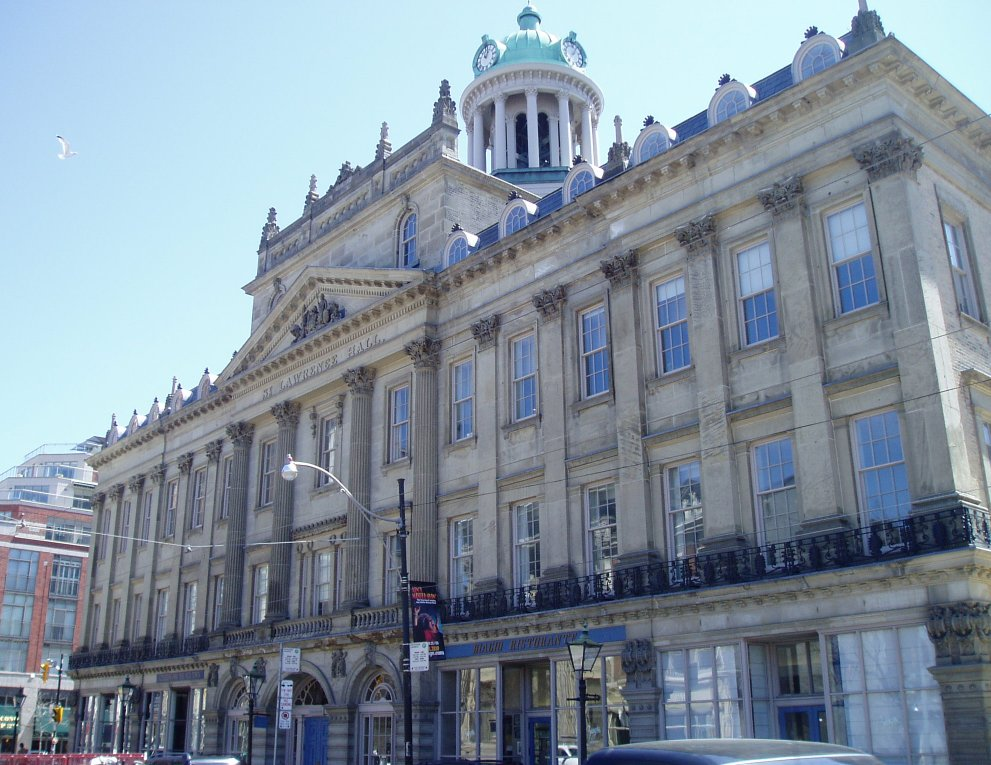
St. Lawrence Hall.

### Une ville de quartiers

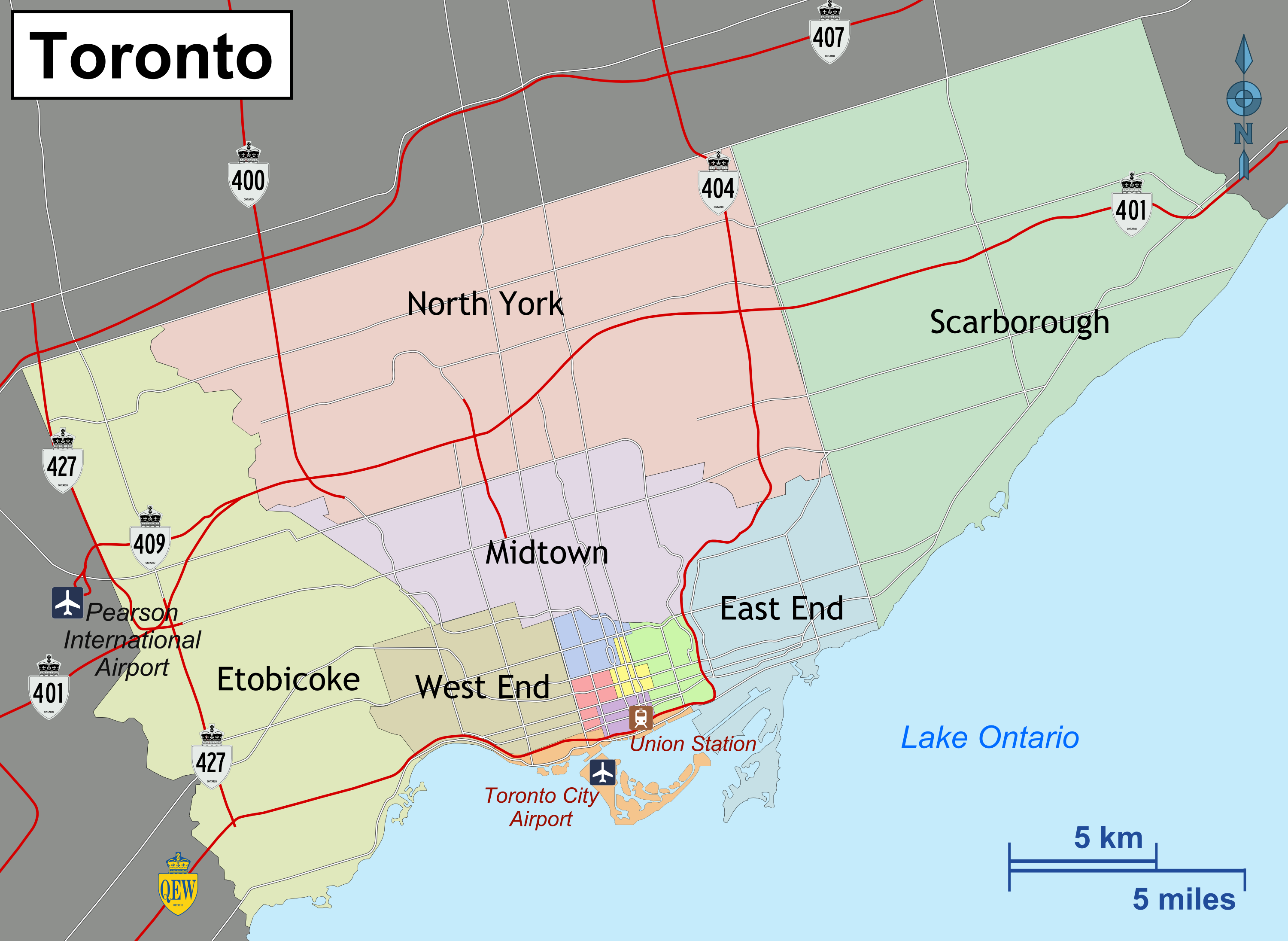
Carte de la ville de Toronto et de ses principaux quartiers.

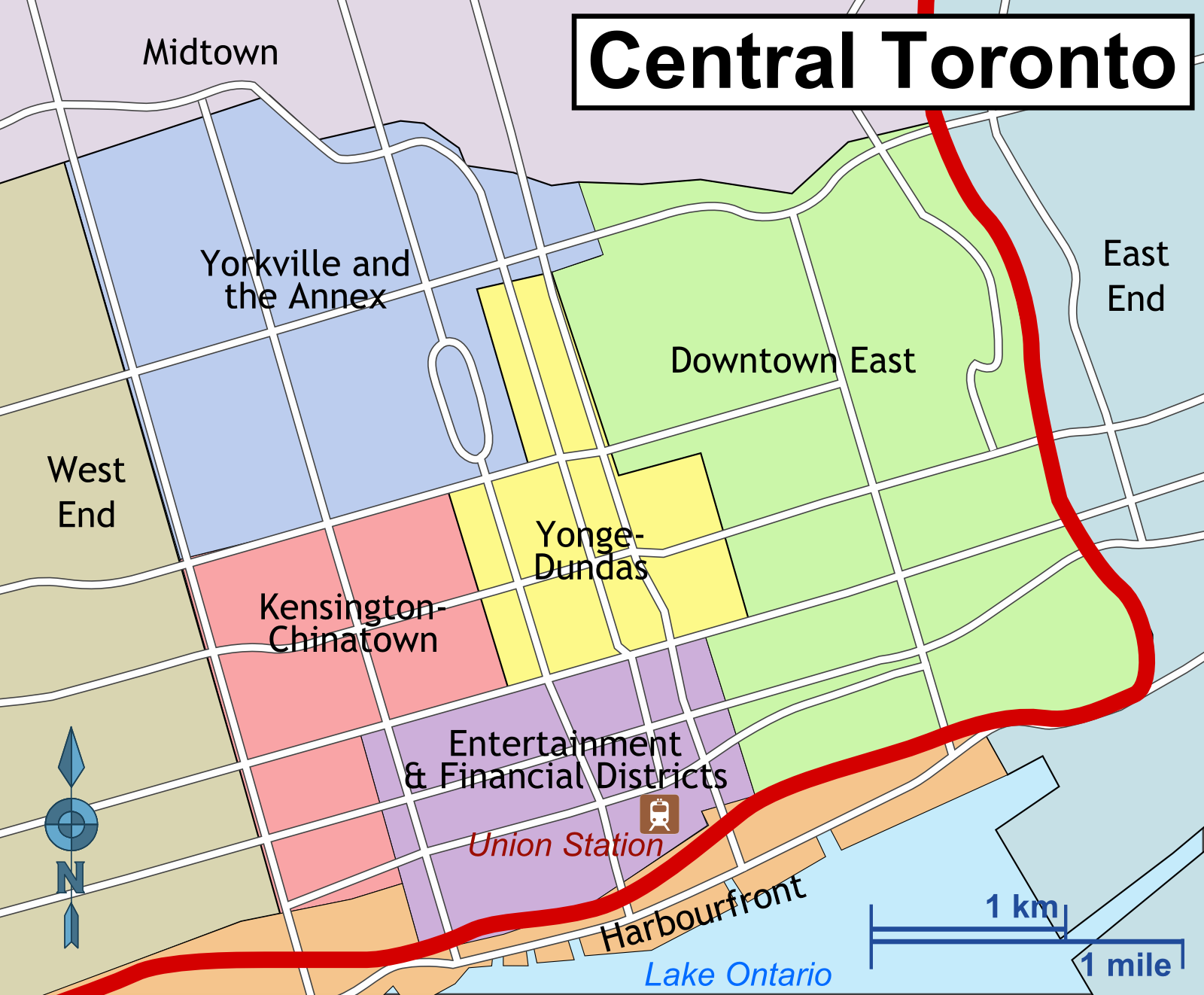
Carte des quartiers centraux de Toronto.

La ville actuelle de Toronto est composée de six anciennes municipalités qui ont chacune développé une identité propre au cours de l'histoire. Les noms de ces municipalités disparues restent d'usage courant parmi les Torontonians (Torontois en français) : East York, Etobicoke, North York, Old Toronto, Scarborough, et York. À travers toute la ville, il existe de très nombreux quartiers en majorité de petite taille mais dont les plus grands couvrent quelques kilomètres carrés.
La Old City of Toronto correspond globalement au centre-ville actuel (en anglais downtown). Il s'agit du cœur historique de Toronto et reste la partie de la ville possédant la plus forte densité de population. Le Financial District contient le regroupement le plus important de gratte-ciels du Canada avec notamment le First Canadian Place (récente rénovation terminée), la TD Tower, le Scotia Plaza, le Royal Bank Plaza, le Commerce Court West et le complexe Brookfield Place ou BCE. À partir du district financier, la skyline de Toronto s'étend vers le nord le long de la rue Yonge. Old Toronto abrite également de nombreux quartiers résidentiels historiques comme Yorkville ancien village, Rosedale, The Annex, Forest Hill, Lawrence Park, Lytton Park, Moore Park, et Casa Loma. Ces quartiers sont composés de nombreuses maisons, copropriétés et locations haut de gamme. Dans le même temps, le centre-ville comporte également des quartiers dans lesquels la population est majoritairement constituée d'immigrants récents et de familles à bas revenus vivant dans des logements sociaux et dans des tours d'habitation comme St. James Town (agglomération de 19 tours résidentielles), Regent Park (en) (en redéveloppement dans les années 2010 et 2020), Moss Park, Alexandra Park et Parkdale.

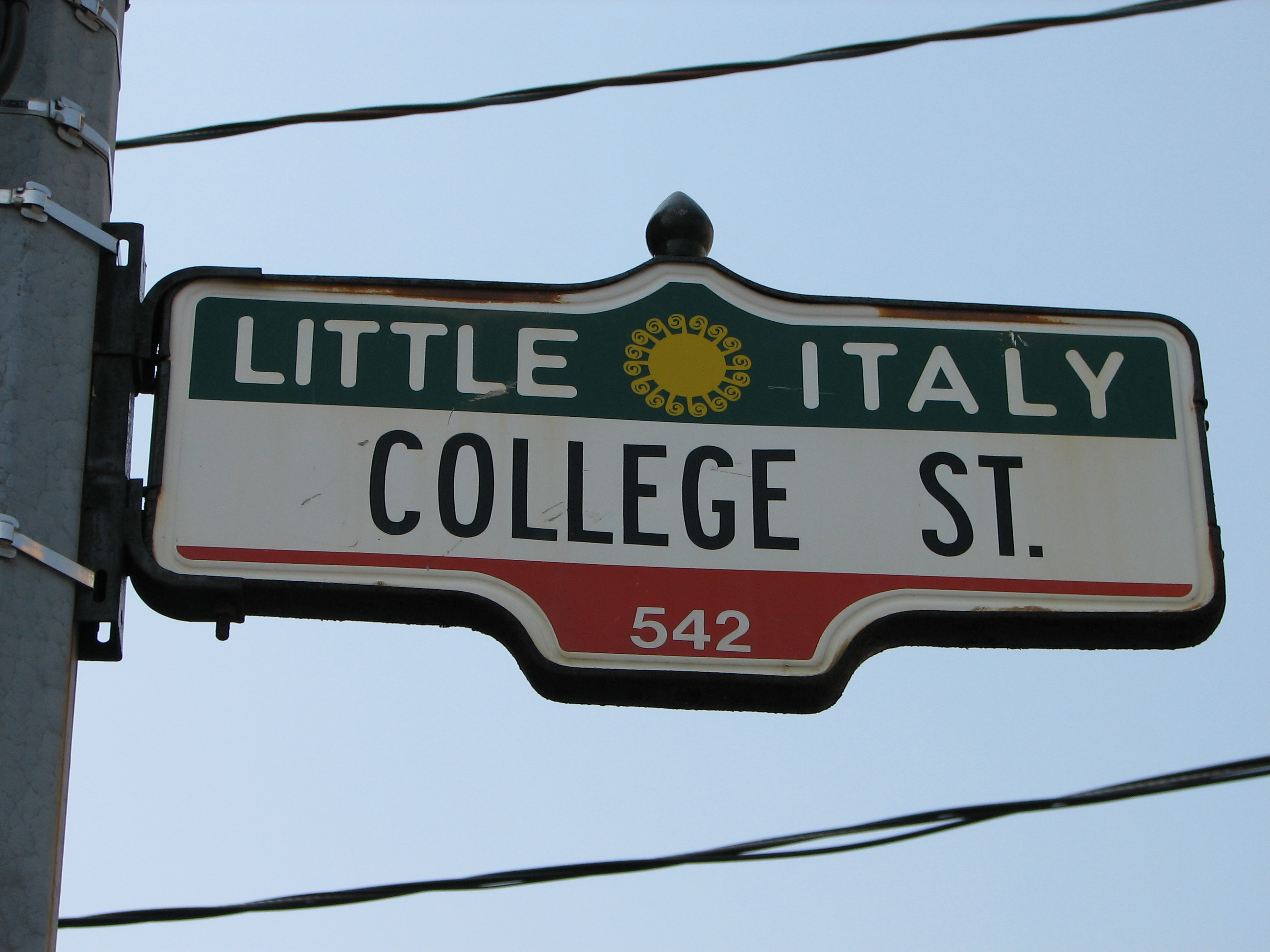
Little Italy.

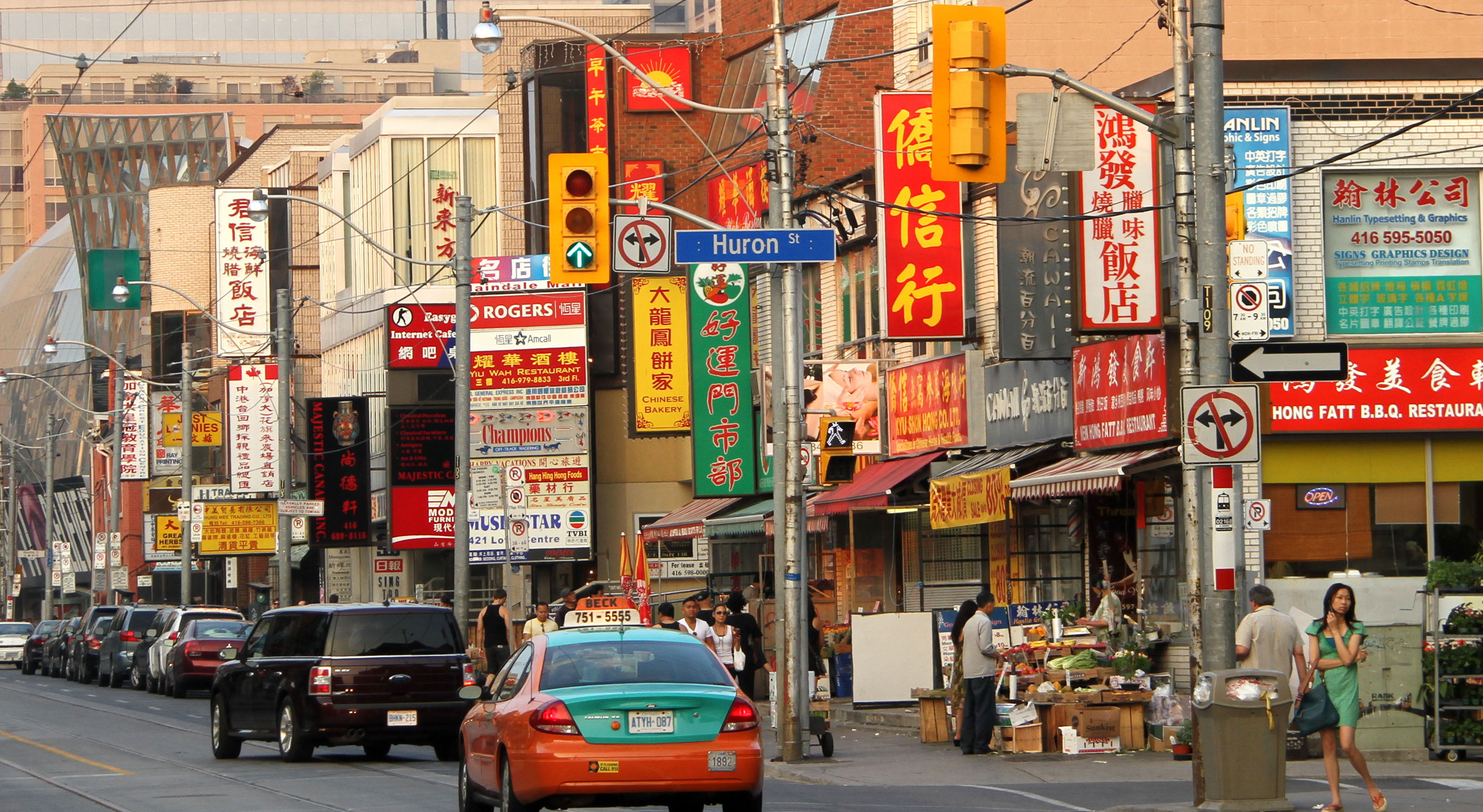
Chinatown.

Les nombreuses communautés résidentielles de Toronto possèdent des caractères architecturaux propres et se distinguent nettement des immeubles du centre financier et commercial. Des quartiers comme Rosedale, Cabbagetown, The Annex et Yorkville possèdent de nombreux bâtiments de styles victorien et édouardien.
Wychwood Park est une ancienne gated community, c'est la plus ancienne des communautés planifiées de Toronto et fut désignée en 1985 Ontario Heritage Conservation district ce qui lui confère une protection architecturale. À l'est de Wychwood Park se situe le quartier Casa Loma qui a reçu son nom du célèbre château qu'il abrite.
À l'est et à l'ouest du centre-ville, des quartiers comme Kensington Market, Leslieville, Cabbagetown et Riverdale accueillent des zones commerciales et culturelles animées, des communautés artistiques pleines de vie. D'autres quartiers proches du centre-ville présentent des regroupements ethniques, avec en particulier le vaste Chinatown où vit la population chinoise, la populaire Greektown où est la population grecque, la branchée Little Italy où se rassemblent les Italiens, Little Portugal où résident les populations portugaises et brésiliennes, Little India où vivent les immigrés indiens, Roncesvalles où vit la population polonaise, Little Jamaica où se trouve la population jamaïcaine et Koreatown où vivent les Coréens.

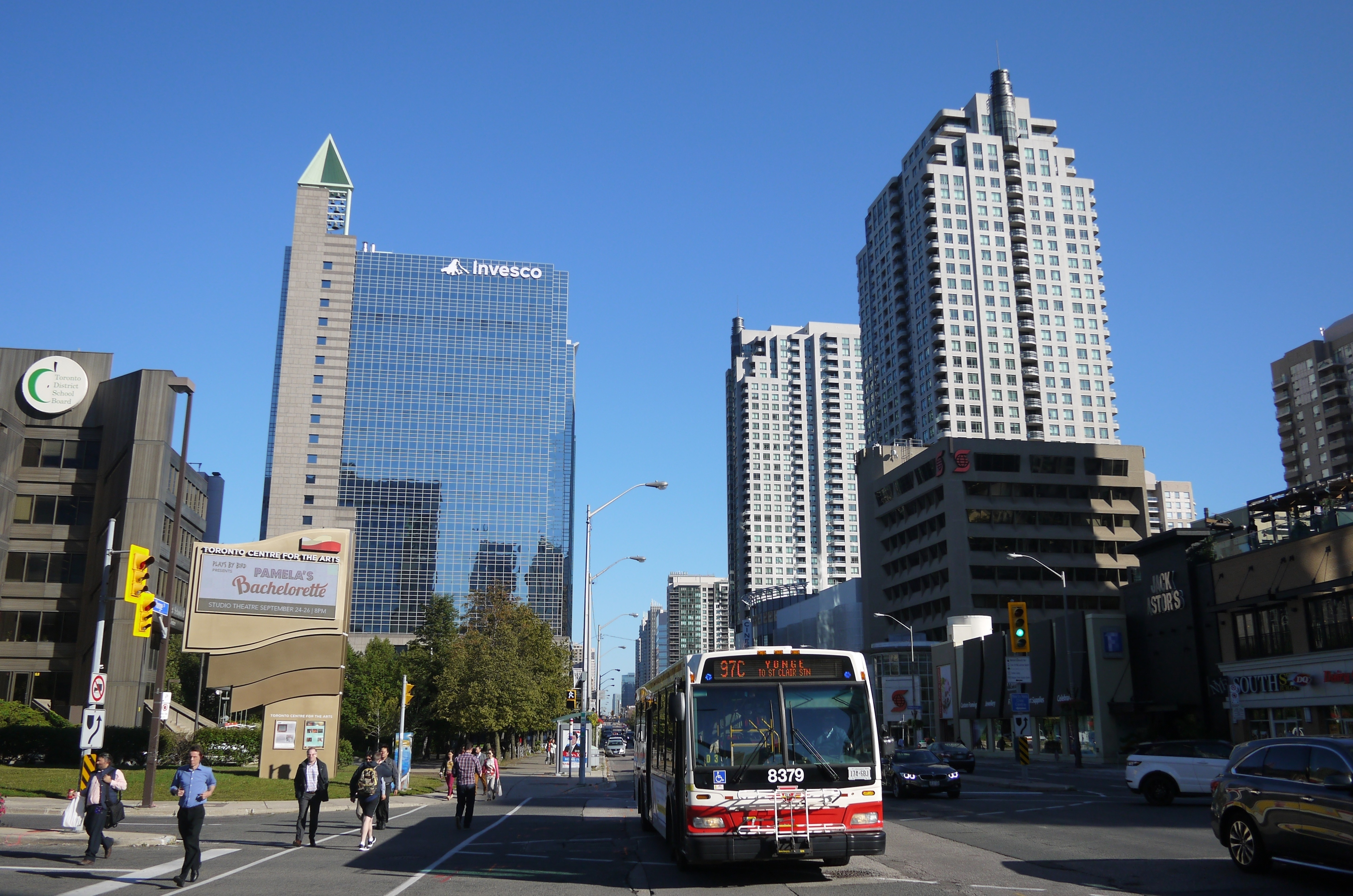
North York.

Les quartiers des anciennes municipalités d'York et East York sont traditionnellement habités par la classe ouvrière. Ils sont constitués essentiellement de modestes maisons familiales individuelles et de petites résidences datant d'après la Première Guerre mondiale. Certains quartiers comme Crescent Town, Thorncliffe Park, Weston, et Oakwood-Vaughan consistent principalement en de grands immeubles d'habitation dans lesquels vivent de nombreuses familles issues d'une immigration récente.
Récemment du fait de l'augmentation de la population et du boom immobilier, certains quartiers comme Leaside, North Toronto et les quartiers ouest de York ont subi une gentrification et ont vu l'apparition d'une diversité ethnique.
Les banlieues de la couronne extérieure comprennent les anciennes municipalités de Etobicoke à l'ouest, Scarborough à l'est et North York au nord et sont très largement organisées selon un plan hippodamien. Certaines parties se sont développées sous la forme de petites villes ou de villages bien avant les phénomènes de suburbanisation et l'apparition de la métropole torontoise comme Mimico, Islington et New Toronto à l'ouest ; Willowdale, Newtonbrook et Downsview au nord ; Agincourt, Wexford et West Hill à l'est. Le développement suburbain dans et aux alentours de ces quartiers commença à la fin des années 1940.
Des banlieues aisées ont vu le jour comme Bridle Path à North York, Guildwood qui se situe autour des falaises de Scarborough ainsi que la majorité des quartiers centraux d'Etobicoke comme Humber Valley Village et The Kingsway. Une des premières et des plus importantes « villes nouvelles » est Don Mills dont les parties les plus anciennes datent des années 1950.
Au cours des dernières décennies, le North York Centre, situé au croisement de la rue Yonge et la rue Shepard et le Scarborough City Centre ont émergé comme des pôles commerciaux et financiers secondaires mais d'une importance croissante derrière le centre-ville. L'arrivée d'immeubles de très grande hauteur, comme le Centre Hullmark et les tours jumelles Emerald Park, a donné à North York et à Scarborough leurs propres skylines et une atmosphère de "centre-ville" avec des axes de circulation importants pour les desservir. Deux autres carrefours importants se sont développés aux croisements de Yonge Street avec les avenues Eglinton et St. Clair, avec d'autres chantiers résidentiels et commerciaux d'importance.

### Lieux d'intérêt touristique
Toronto a plus de 43 millions de touristes chaque année.

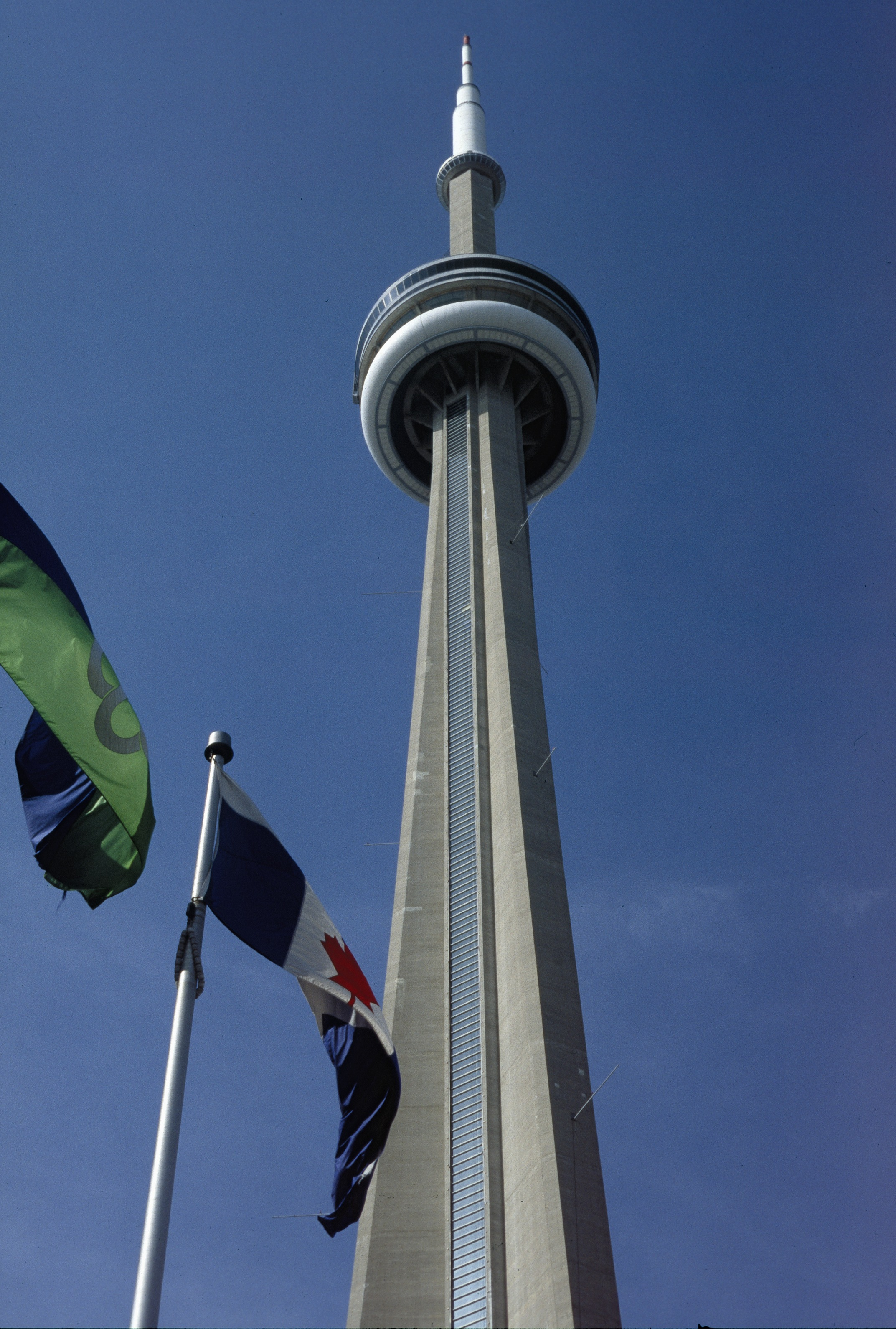
La tour CN.

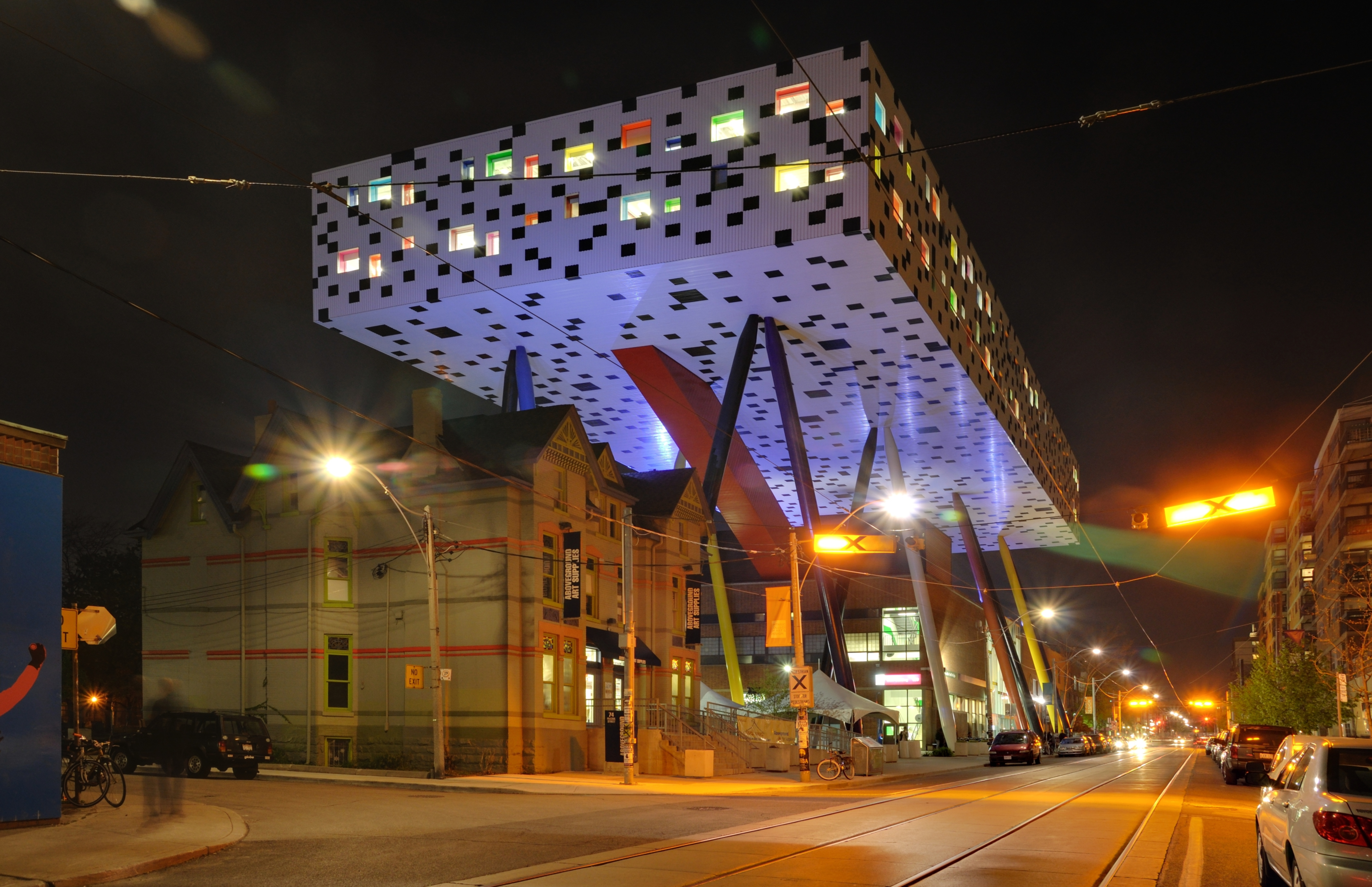
Le Centre Sharp à l'Université de l'EADO.

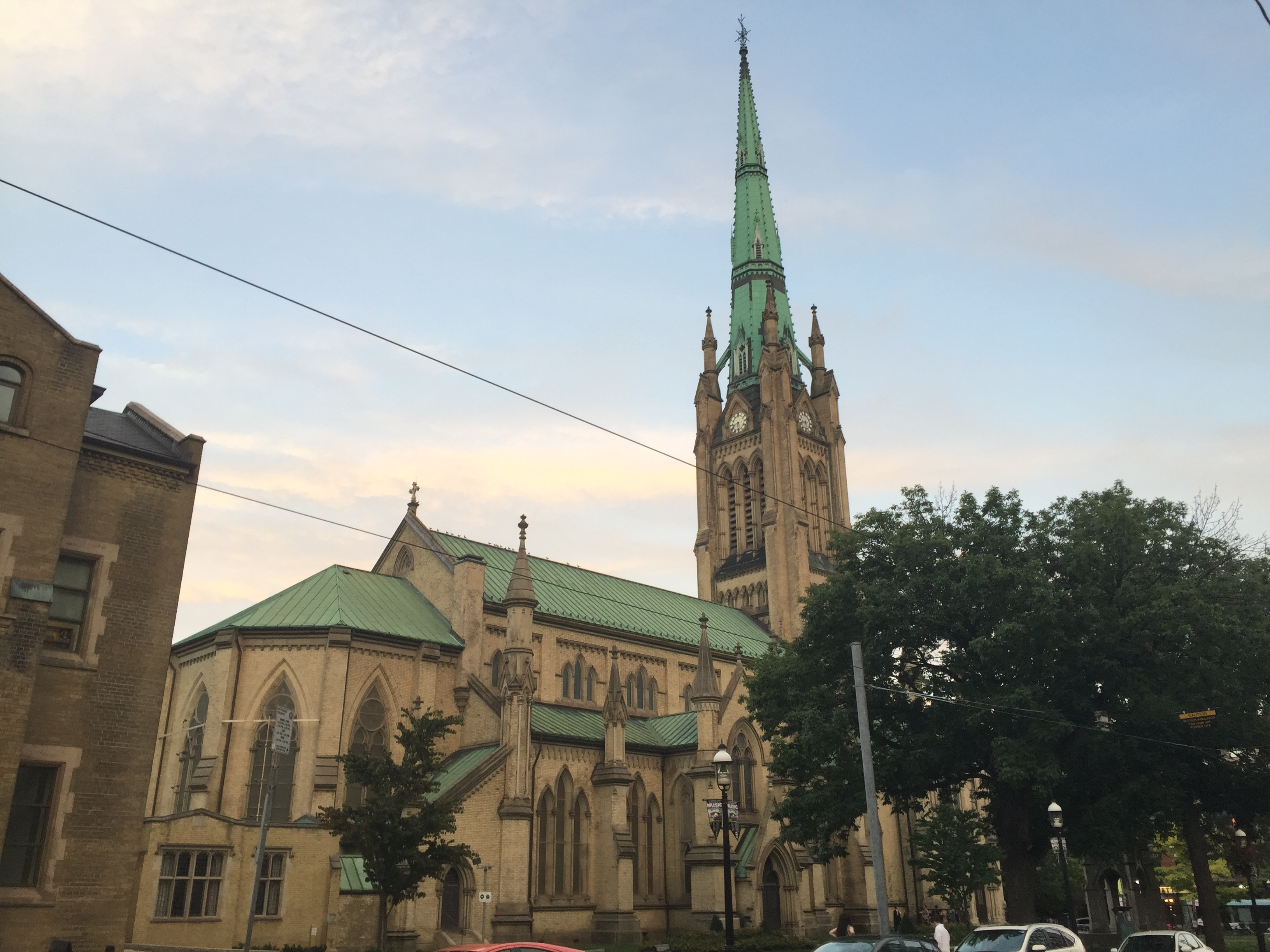
Cathédrale Saint-Jacques de Toronto (St. James Cathedral).

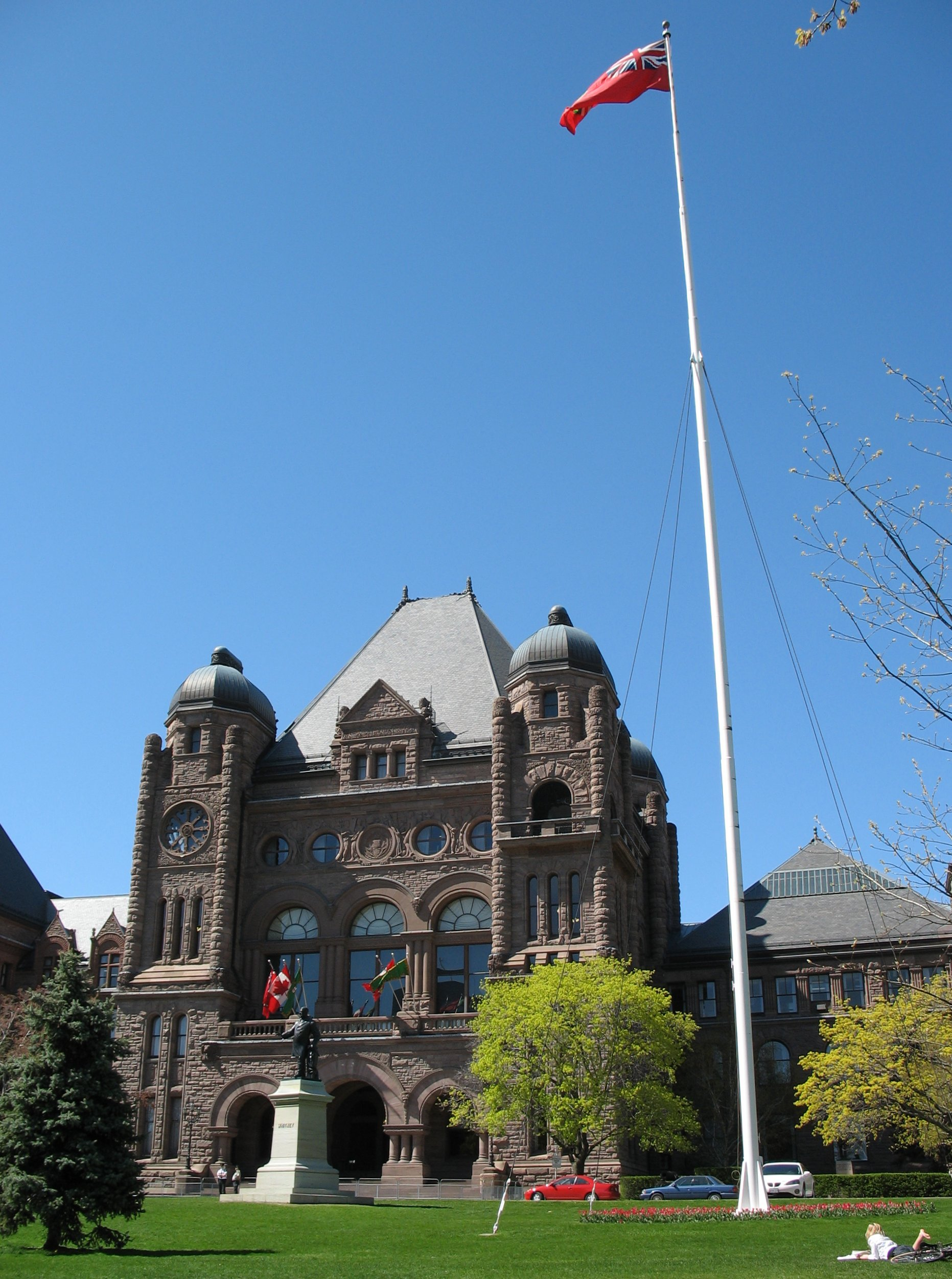
Le Queen's Park : Assemblée législative de l'Ontario (palais et parc).

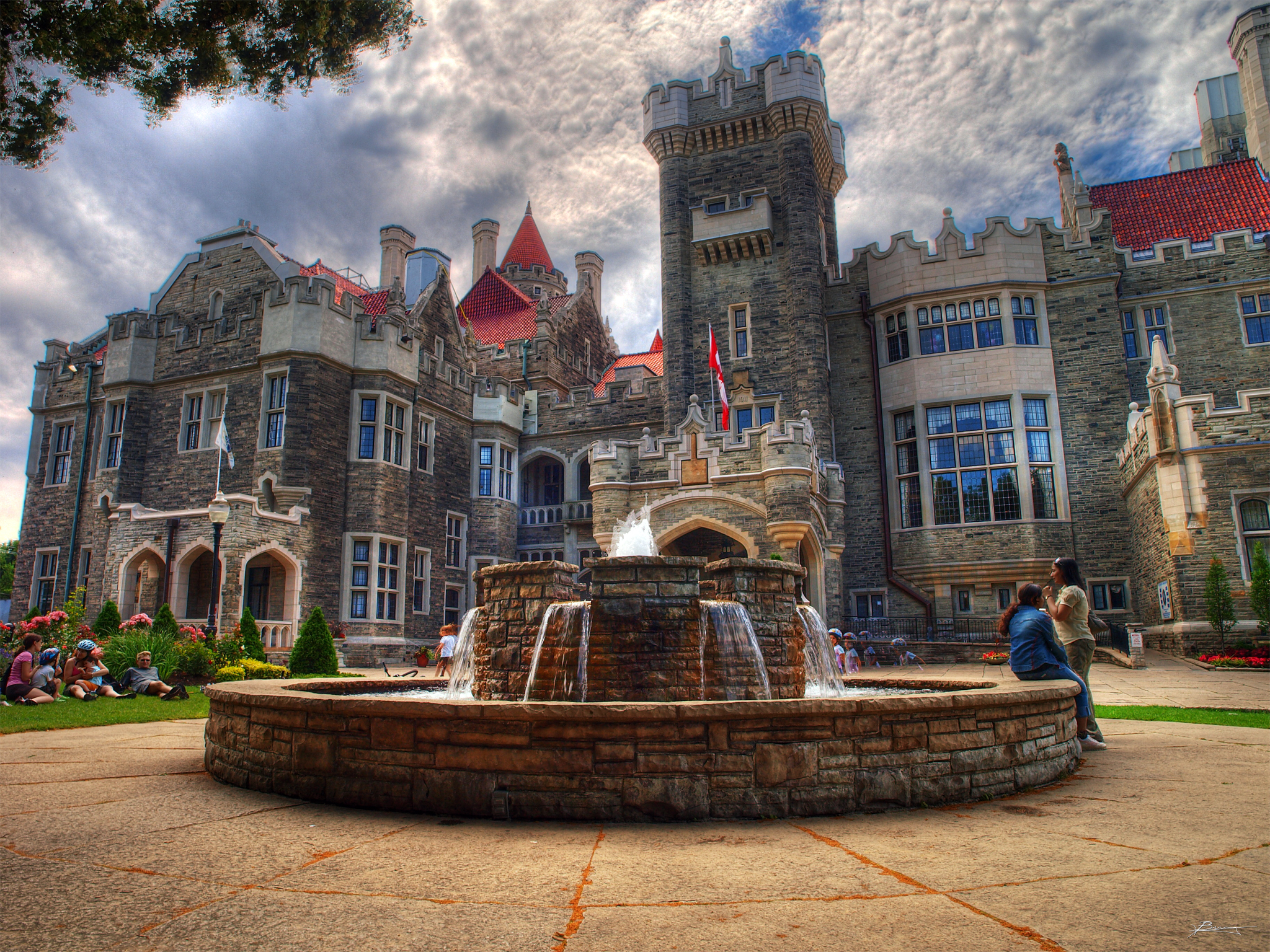
Le château Casa Loma surplombe des escarpements au sud de la ville.

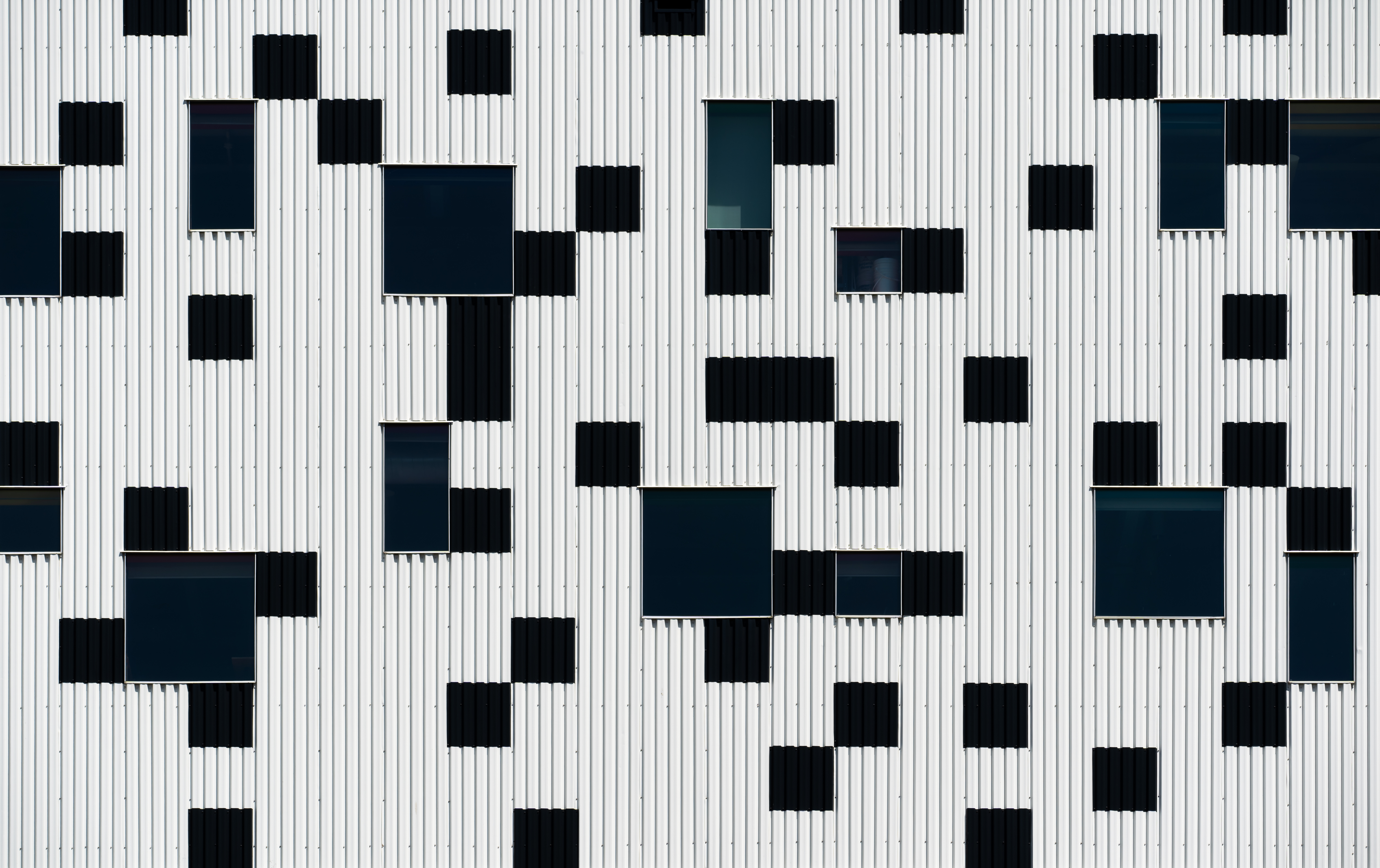
Façade du centre Sharp à Toronto.

- La tour CN
- L'Osgoode Hall
- Le Centre des arts de Toronto (en) (à North York)
- Living Arts Centre (en) (à Mississauga, banlieue ouest)
- Aquarium Ripley du Canada (en)
- Musée Théâtre Canada (en)
- Le Musée « Queen's York Rangers » Fleet Street
- Le Village d'Yorkville (quartier résidentiel et commercial fondé en 1830 par Joseph Bloor)
- Le Scadding Cabin (en) au Parc des expositions de Toronto (réputée être la plus vieille maison à Toronto - construite en 1794)
- Le Centre Kortright (en) (centre d'interprétation des énergies renouvelables) (à Woodbridge, banlieue nord-ouest)
- La Collection McMichael d’art canadien (en) (à Kleinburg, dans la ville de Vaughan, banlieue nord-ouest)
- Le Centre des arts de la scène de Richmond Hill (en) (à Richmond Hill, banlieue nord)
- Le Centre des arts St. Lawrence (en) (centre-ville de Toronto)
- Le Centre Sony pour les arts de la scène (en) (anciennement Centre O'Keefe), avec la tour « L » conçue par l'architecte polonais Daniel Libeskind
- Les Jardins « Franklin Childrens' Garden » situées sur Centre Island, havre de Toronto
- Les Jardins botaniques royaux (à Burlington, banlieue ouest)
- Le Jardin botanique de Toronto (en) (à North York)
- Les Jardins « Centennial Park Conservatory (en) » (à Etobicoke, station de Métro Royal York)
- Les Jardins « Music Garden » (situés sur les quais Queen's Quay)
- Le jardin botanique Allan Gardens ; des grandes serres ouvertes en 1858
- Le Centre des sciences de l'Ontario (avec cinéma IMAX) (à Don Mills, banlieue nord-est)
- Le Centre Rogers (stade sportif anciennement appelé Skydome situé à côté de CityPlace)
- L'hôtel de ville de Toronto (tours jumelles conçues par l'architecte finlandais Viljo Revell)
- L'ancien hôtel de ville de Toronto, bâti en 1899 et conçu par l'architecte EJ Lennox
- Le Nathan Phillips Square, place publique de la ville, au pied de l'hôtel de ville.
- Le Queen's Park : Assemblée législative de l'Ontario (palais et parc)
- La St. Michael's Cathedral, la cathédrale de l'archidiocèse de Toronto.
- La St. James Cathedral, la cathédrale du diocèse anglican de Toronto.
- Le cimetière Mount Pleasant (où reposent la famille Eaton, Foster Hewitt, la famille Massey, Glenn Gould)
- Le cimetière St.James (où reposent tous les grands noms de l'histoire de Toronto)
- Le Théâtre de la Princesse de Galles (en)
- Le Théâtre français de Toronto
- Les théâtres Elgin & Winter Garden (en)
- The Opera House
- La petite école Enoch Turner et l'église Little Trinity (splendide école historique entièrement restaurée)
- Le Musée royal de l'Ontario (ROM) (récente expansion conçue par l'architecte Daniel Libeskind)
- Le musée Aga Khan, un musée des arts et de la culture islamiques
- Le Musée des beaux-arts de l'Ontario (AGO) (rénovation et expansion conçues par l'architecte canadien Frank Gehry)
- Le musée Gardiner, un musée consacré à l'art de la céramique
- Le musée de la Télévision (MZTV)
- Le Bata Shoe Museum, un musée consacré à l'histoire de la chaussure
- Le musée du Textile du Canada (en)
- Le musée du Bureau de Poste
- Ireland Park (parc et monuments commémoratifs des Irlandais arrivés au milieu du XIXe siècle)
- Le parc de Trinity-Bellwoods
- Le Village Blackcreek (réplique d'un village historique et centre d'interprétation)
- L'Université de Toronto et le Convocation Hall (y compris Université Victoria)
- Le Centre Sharp à l'Université de l'École d'art et de design de l'Ontario (anciennement l'École d'art et de design de l'Ontario, OCAD University, conçu par l'architecte britannique William Alsop)
- Le Royal Alexandra Theatre
- La Salle de Concert Roy Thompson
- La Grande Galleria du Centre Financier et Commercial Place BCE (Bell Canada Enterprises) (conçue par l'architecte espagnol Santiago Calatrava)
- Canada's Wonderland (immense parc de divertissement)
- Le manoir Campbell
- Le Bell Lightbox (siège social du Festival du film international de Toronto (TIFF)
- Le cinéma Scotiabank (avec cinéma IMAX)
- Massey Hall
- Le Centre Eaton (centre commercial et financier)
- Le Petit Glenn
- Le Château Casa Loma
- L'Exhibition Place[68]
- Le Palais St. Lawrence
- Le Temple de la renommée du hockey
- L'hippodrome de Woodbine
- Hanlan's Point Beach (plage nudiste)
- Le Zoo de Toronto (à Scarborough)
- Le Zoo de Bowmanville (le plus vieux zoo privé au Canada - établi en 1919) (à Bowmanville, banlieue est)
- Le Parc « High » (High Park) ; (pavillon Colborne et petit zoo pour enfants fréquenté depuis 1890)
- Le Centre Harbourfront (centre culturel)
- L'Evergreen Brickworks (centre écologique)
- Le Jardin des Sculptures de Toronto (expositions variées à l'année)[69]
- Dundas Square (exemple de transformation et régénération urbaines)
- Gooderham & Worts Distillery District (exemple de restauration urbaine d'un quartier industriel)
- Les Îles du Havre (Toronto Islands) (parc situé sur les îles en face du centre-ville avec jardins et théâtre)
- La Bibliothèque centrale de North York (à North York) conçue par les architectes Moriyama & Teshima
- La Bibliothèque centrale de Toronto (travaux récents d'agrandissement achevés - design signé Raymond Moriyama)
- La Bibliothèque Centrale de Mississauga (à Mississauga, banlieue ouest)
- La Bibliothèque Robarts de l'Université de Toronto (travaux récents d'agrandissement achevés - design signé Blackwell et Diamond Schmitt Architects)
- Chinatown (marché et quartier chinois étendus sur plusieurs rues)
- Le Marché St. Lawrence (très grand marché international)
- Le Marché Kensington (marché ethnique étendu sur plusieurs rues)
- Absolute World (tours résidentielles de 56 et 50 étages conçues par les architectes du cabinet chinois MAD, achevées)
- Scotiabank Arena et la Place Maple Leaf (salle de concert et sport - tours jumelles de 50 étages avec Hôtel Le Germain du Québec
- L'Ontario Place (avec cinéma IMAX et Festival des Lanternes) (fermé pour rénovations)
- Le Centre Four Seasons (siège de l'Opéra de Toronto conçu par l'architecte torontois Jack Diamond)
- Le Conservatoire royal de musique (anciennement Université McMaster)[70]
- Le Centre Financier et Commercial Toronto Dominion (5 tours conçues par l'architecte allemand Ludwig Mies van der Rohe, y compris la tour de la Bourse de Toronto)
- Le site historique Fort York (forteresse protectrice durant la guerre de 1812)
- La ferme vivante Riverdale (pour enfants)
- Le manoir MacKenzie
- Le manoir Spadina

Nombre de ces bâtiments sont inscrits au patrimoine historique national canadien, à l'image de l'ancien hôtel de ville de Toronto, depuis 1984, ou du Massey Hall, depuis 1981.

### Immobilier

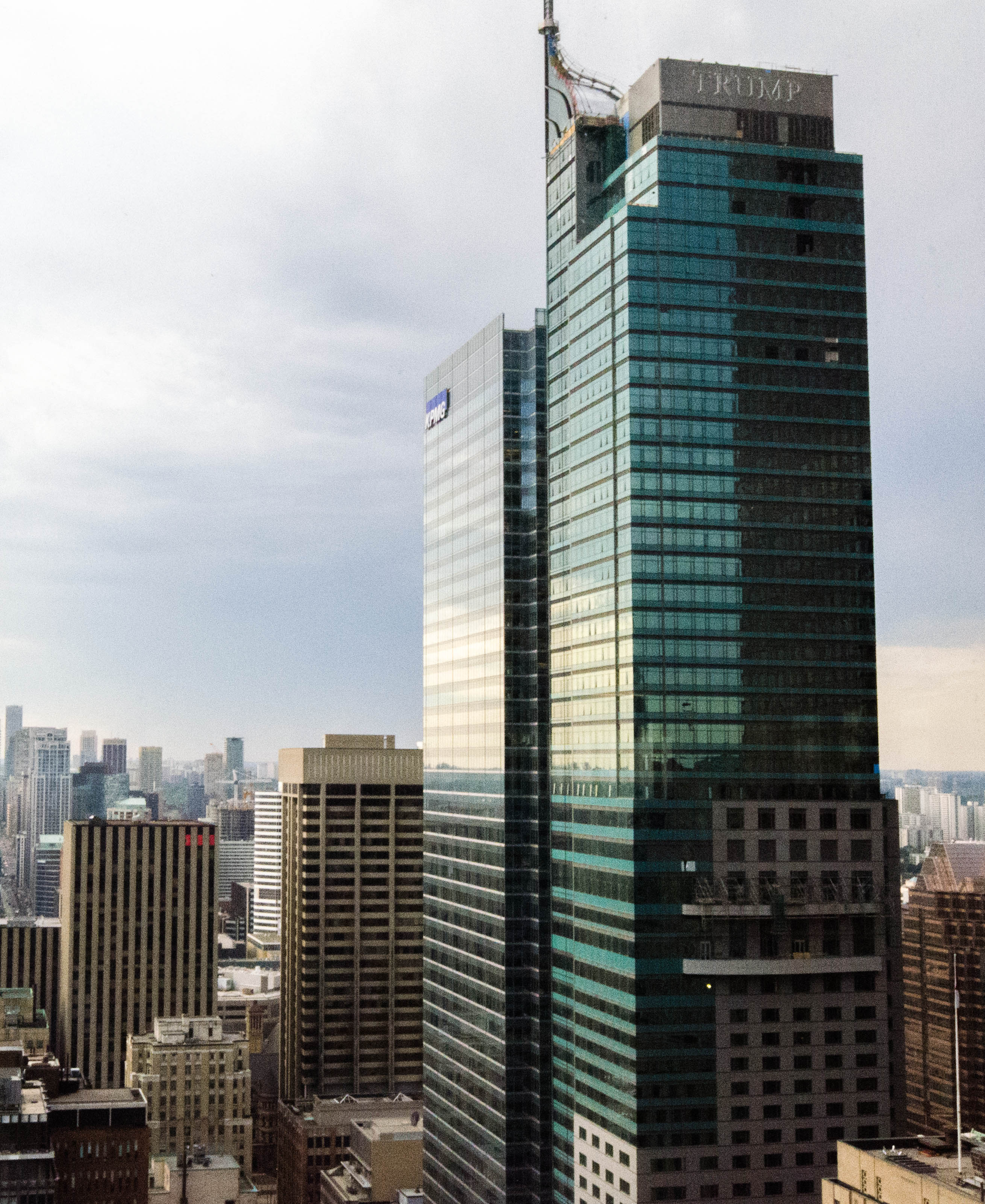
The Adelaide Hotel Toronto.

Pendant les années 1990, peu d'immeubles de bureaux voient le jour dans le centre-ville. Le dynamisme immobilier a repris ensuite, avec le démarrage de nouveaux projets, dont la construction des deux tours du Bay Adelaide Centre, respectivement de 50 et 44 étages (la première est achevée en 2009), la tour RBC haute de 43 étages et la tour Telus de 30 étages. Les entreprises spécialisées dans la construction résidentielle ont bénéficié à cette période d'un marché en pleine croissance avec le développement de nombreuses nouvelles tours résidentielles, notamment la tour The Adelaide Hotel Toronto (anciennement Trump Tower), l'hôtel Shangri-La (66 étages), l'hôtel Ritz Carlton (52 étages), ou encore l'hôtel Four Seasons (55 étages).
La tour résidentielle la plus haute du pays est la tour Aura avec 78 étages. Les tours jumelles nommées ICE de 57 et 67 étages, qui forment le Centre York situé près des quais royaux (Queen's Quay), le Southcore Financial Centre qui comprend le nouvel hôtel Delta de 45 étages et les tours jumelles (66 étages) du Harbour Plaza viendront rejoindre un vaste corridor de gratte-ciel qui s'élèvent le long du havre de Toronto.
Les immeubles hauts du centre-ville bénéficient depuis 2004 d'un mode de réfrigération innovant par le biais de pompes à chaleur alimentées par l'eau froide des profondeurs du lac Ontario (EnWave).

## Sports

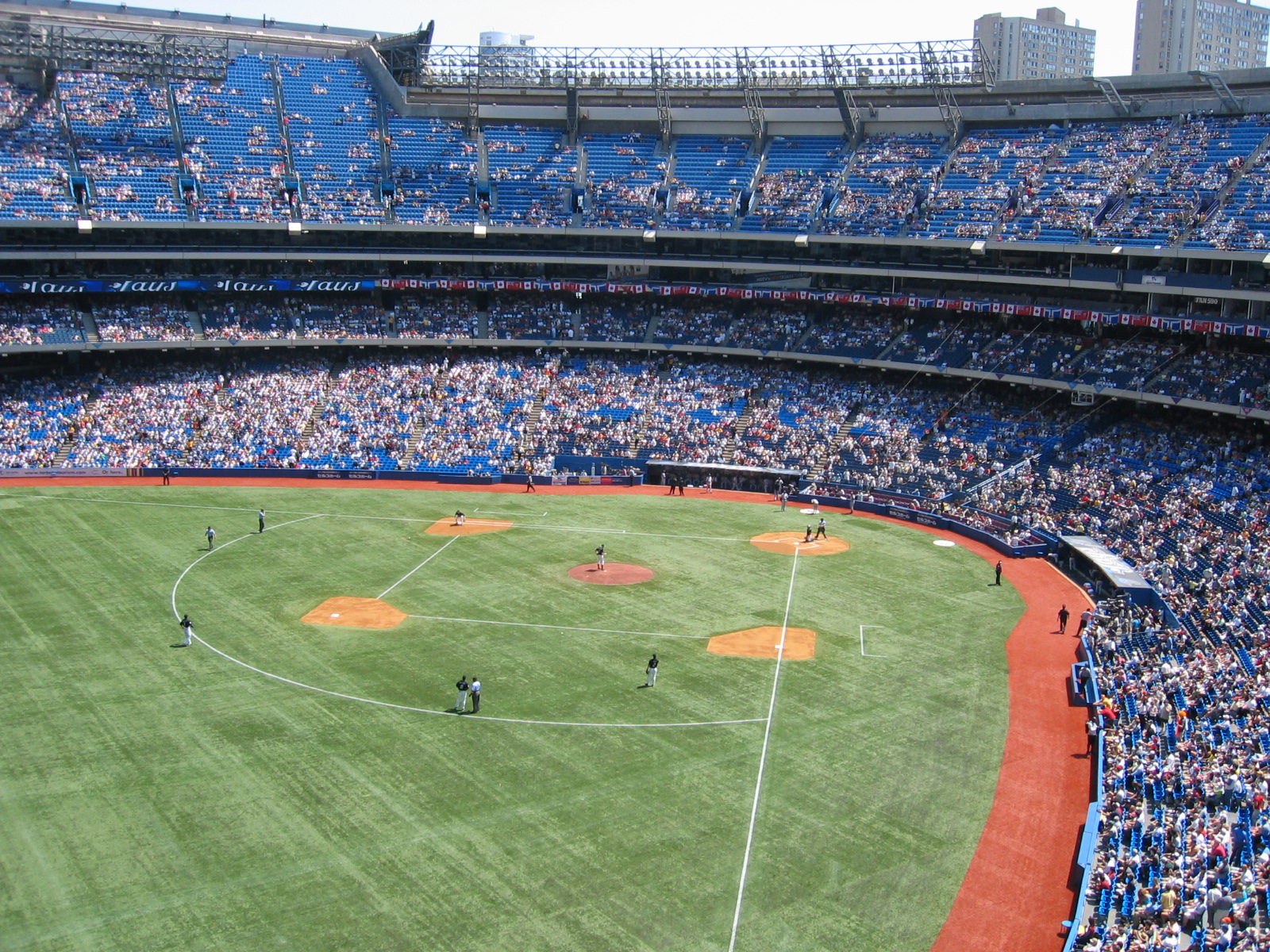
Un match de baseball des Blue Jays de Toronto au Rogers Centre (2005).

Toronto est la ville canadienne qui regroupe le plus grand nombre d'équipes professionnelles ; la plus populaire est son équipe de hockey, les Maple Leafs de Toronto. On dénombre également de nombreuses équipes évoluant dans des ligues amateurs et de nombreux lieux consacrés aux activités sportives. Le siège social de la Ligue nationale de hockey se situe à Toronto à la 50 Bay Street 11th Floor.
Le hockey est le sport dominant de la ville, mais d'autres sports sont également très populaires, comme le baseball, le basket-ball, le soccer et la course automobile avec le Grand Prix automobile de Toronto, ce qui s'explique par le nombre important de personnes ayant immigré en Ontario (notamment d'Europe), et la proximité avec les États-Unis. L'équipe du Toronto FC a ainsi fait ses débuts en 2007 dans la Ligue Major. Elle remporte le titre MLS le 10 décembre 2017 contre Seattle (2-0).
Le Mattamy Athletic Centre (environ 2500 places) accueille en juin 2014 le championnat du monde de basket-ball en fauteuil roulant féminin 2014, avant de recevoir en 2015 le tournoi des Jeux parapanaméricains.

Les Blue Jays de Toronto.

En 2018, la ville canadienne présente la particularité d'être la première ville nord américaine à avoir une équipe professionnelle disputant un match officiel de rugby à XIII face à une équipe non-britannique. La « meute » dispute le « Championship » anglais, compétition britannique élargie également aux clubs français, qu'elle remporte deux fois en 2017 et en 2018. Elle manque de peu la promotion en Superleague en 2018. Ce club ne doit pas être confondu avec celui des Toronto City Saints, qui joue le championnat national.
| Équipe                      | Ligue                                            | Stade                   | Création | Titres |
| --------------------------- | ------------------------------------------------ | ----------------------- | -------- | ------ |
| Maple Leafs de Toronto      | LNH (hockey sur glace)                           | Scotiabank Arena        | 1917     | 13     |
| Blue Jays de Toronto        | MLB (baseball)                                   | Rogers Centre           | 1977     | 2      |
| Raptors de Toronto          | NBA (basket-ball)                                | Scotia Bank Arena       | 1995     | 1      |
| Toronto FC                  | MLS (football association/soccer)                | BMO Field               | 2006     | 1      |
| Argonauts de Toronto        | Ligue canadienne de football (football canadien) | Rogers Centre           | 1873     | 15     |
| Marlies de Toronto          | LAH (hockey sur glace)                           | Ricoh Coliseum          | 2005     | 0      |
| Toronto Rock                | NLL (crosse en enclos)                           | Scotiabank Arena        | 1999     | 5      |
| Toronto Nationals           | MLL (crosse au champ)                            | BMO Field               | 2009     | 1      |
| Lynx de Toronto             | PDL (football association/soccer)                | Centennial Park Stadium | 1997     | 0      |
| Maple Leafs de Toronto (en) | Intercounty Baseball League (baseball)           | Dominico Field          | 1896     | 8      |
| Toronto Wolfpack            | Championship (Rugby à XIII)                      | Stade Lamport           | 2017     | 2      |
| Toronto City Saints         | Ontario Rugby League (Rugby à XIII)              | King George Park        | 2010     | 2      |

## Religion

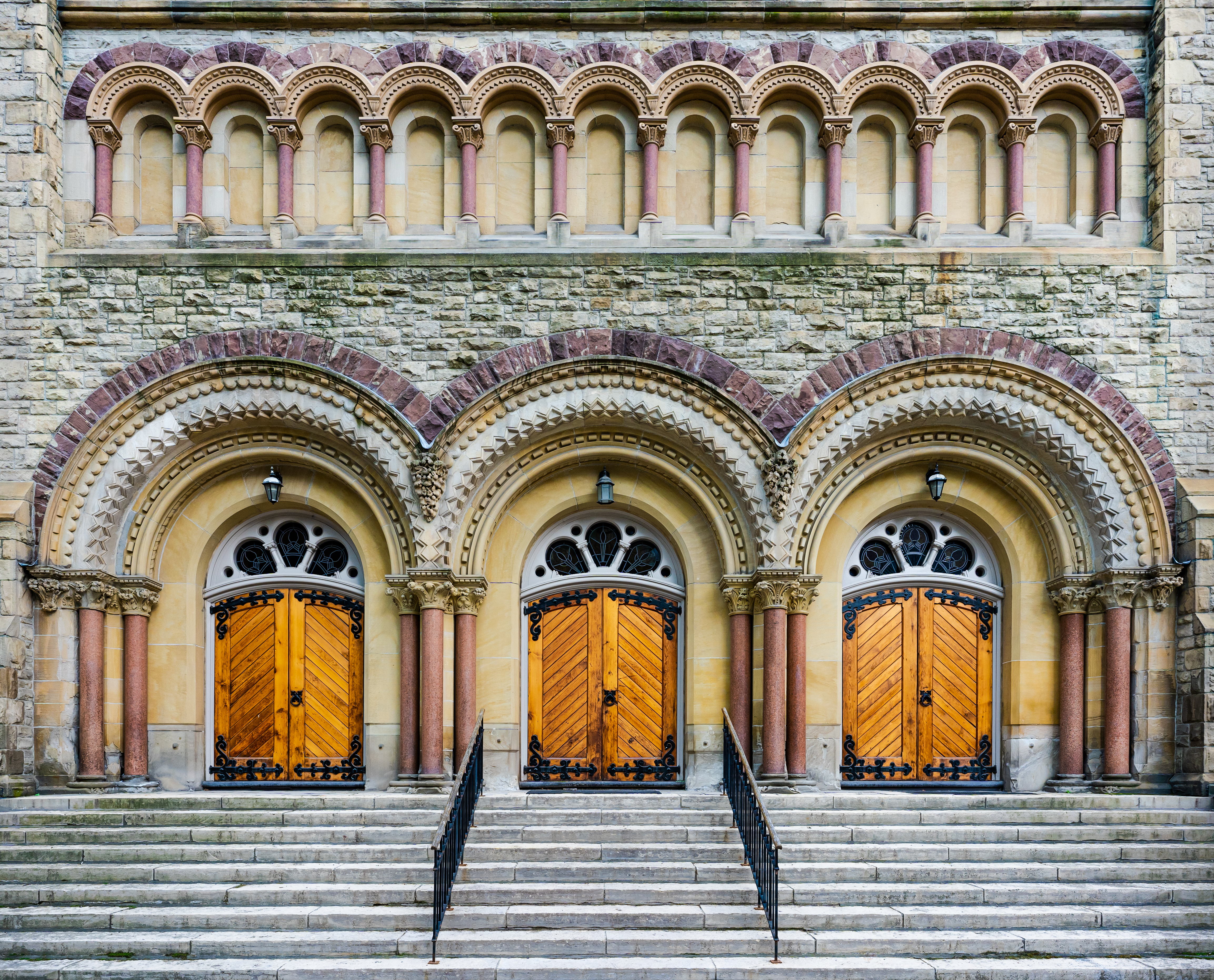
L'entrée de St. Andrew's Church (Toronto), en face de King Street West. L'architecte de l'église est William George Storm, sa construction a été terminée en 1876, elle est en style néo-roman. Avril 2021.

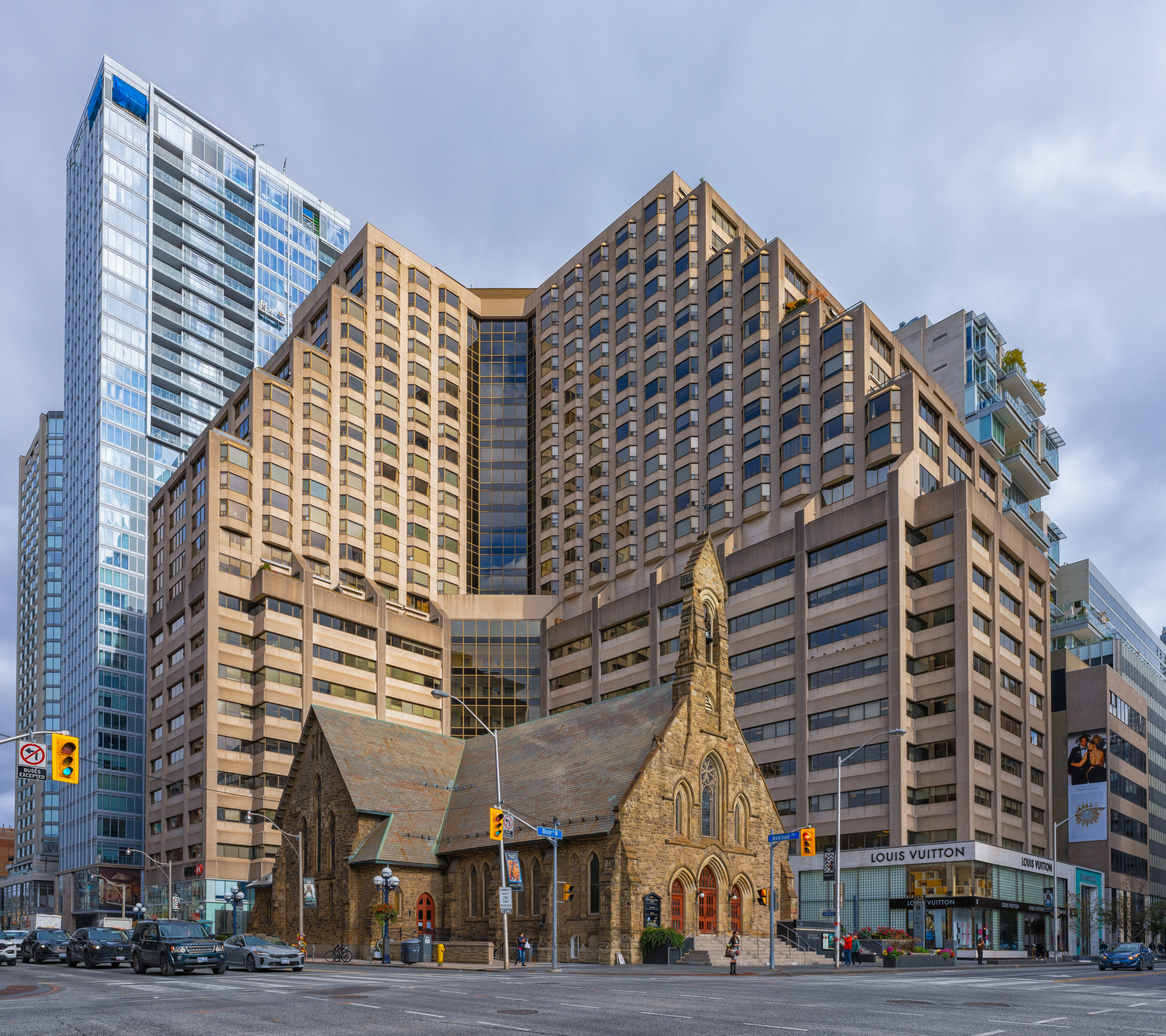
Church of the Redeemer (Toronto), église anglicane, dans un style style néogothique, fondée en 1871, à l'époque en bordure de ville. Octobre 2021.

Toronto fait partie de l'archidiocèse catholique de Toronto. L'archevêque actuel est Thomas Christopher Collins. La cathédrale du diocèse se situe dans la ville même de Toronto, il s'agit de la cathédrale Saint-Michel de Toronto.

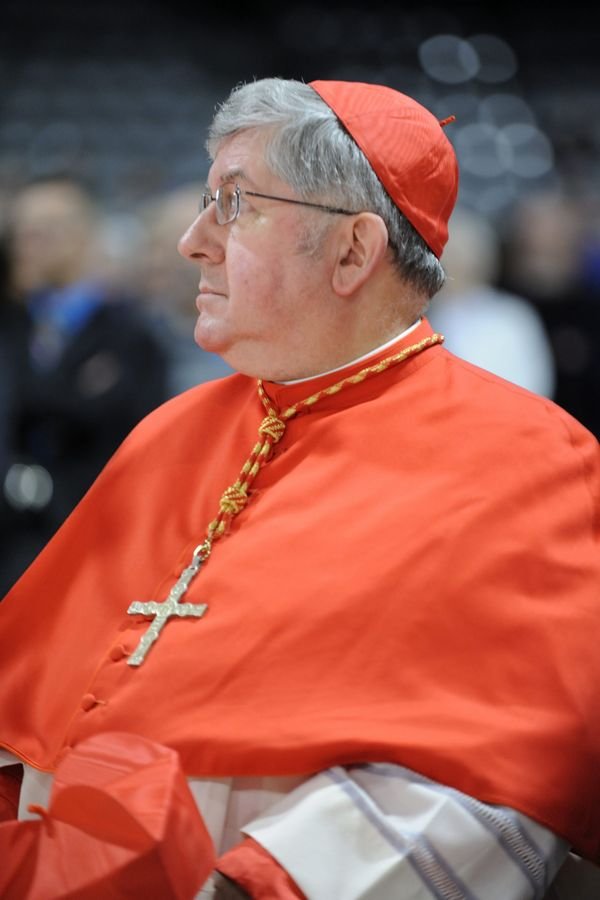
Thomas Christopher Collins archevêque de l'archidiocèse de Toronto.

La ville de Toronto fait également partie du Diocèse anglican de Toronto qui, pour sa part, est le plus populeux des 30 diocèses anglicans du Canada. Enfin, la St James Cathedral située à Toronto est la cathédrale officielle du Diocèse anglican de Toronto.

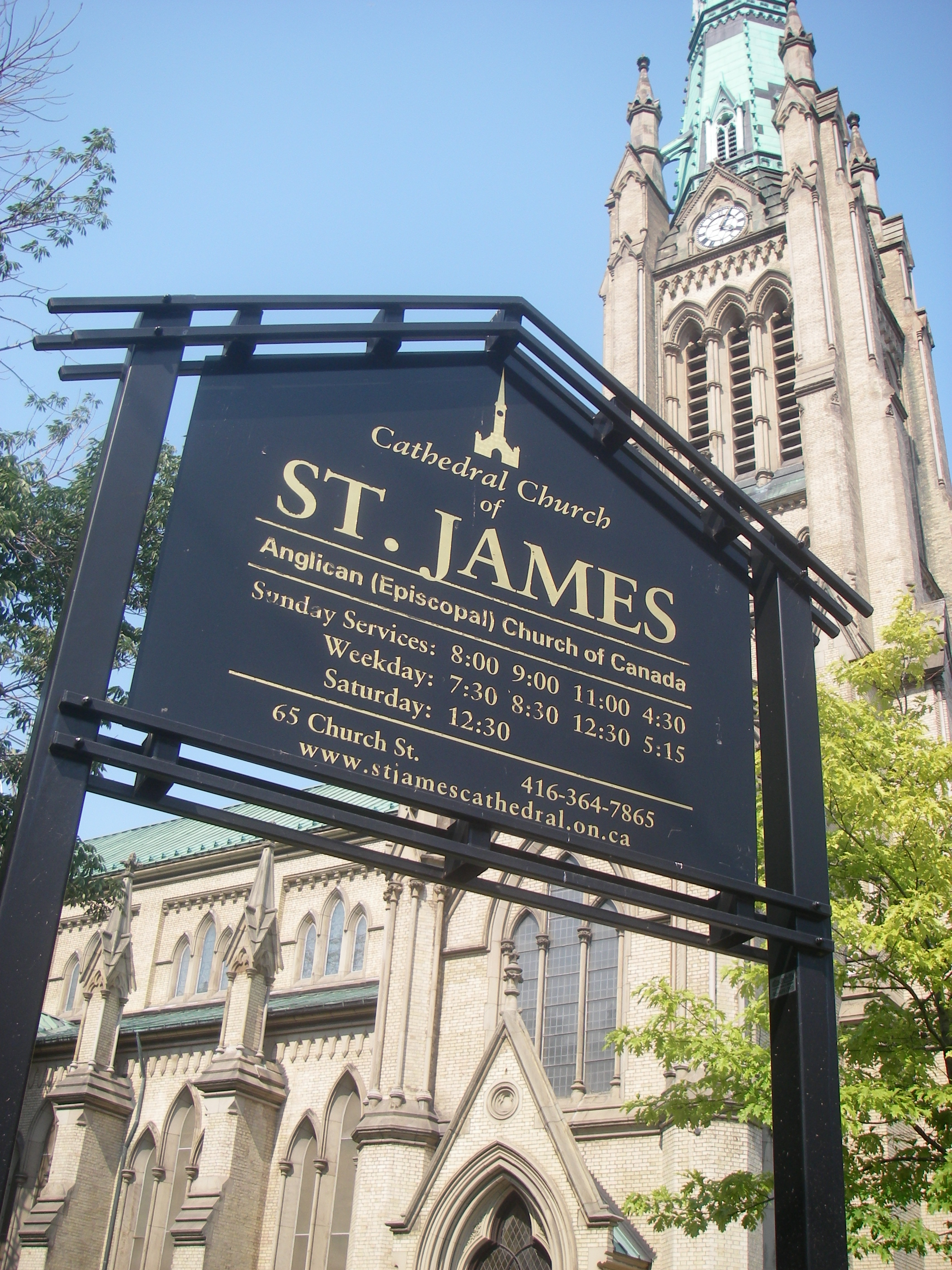
La St James Cathedral située à Toronto est le siège du Diocèse anglican de Toronto.

Au niveau chrétien évangélique, il y a par exemple, The Peoples Church Toronto, une megachurch non confessionnelle.

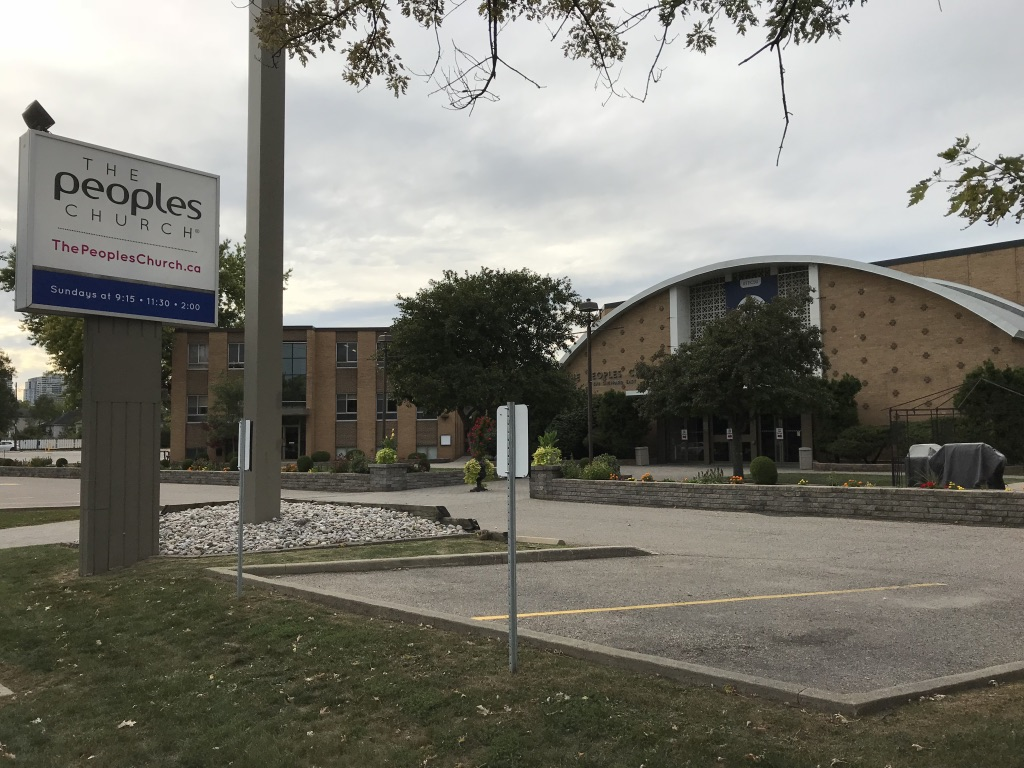
Bâtiment de The Peoples Church Toronto.

## Démographie
Selon Statistique Canada qui a mené le recensement au Canada en 2016, la ville de Toronto compte alors 2 731 571 habitants dans ses limites, ce qui en fait la ville la plus peuplée du pays et la quatrième en Amérique du Nord derrière Mexico, New York et Los Angeles, juste devant Chicago,. Elle compte 2 794 356 habitants au recensement effectué en 2021.
Son aire métropolitaine compte 5 928 040 habitants. Elle est située au cœur de la mégalopole du Golden Horseshoe (fer à cheval doré), région extrêmement urbanisée abritant plus de 8 759 312 habitants en 2011,,,.

### Composition ethnique
| Groupes ethniques (2006)                                | Groupes ethniques (2006) |
| ------------------------------------------------------- | ------------------------ |
| Blanc                                                   | 52,6 %                   |
| Est-Asiatique (Chinois, Coréens...)                     | 13,3 %                   |
| Sud-Asiatique (Indiens, Pakistanais...)                 | 12,0 %                   |
| Noir (Afro-américains, Africains, Antillo-caribéens...) | 8,4 %                    |
| Sud Est-Asiatique (Philippins, Vietnamiens...)          | 5,6 %                    |
| Latino (Mexicains, Colombiens, etc.)                    | 2,6 %                    |
| Ouest-Asiatique                                         | 1,7 %                    |
| Arabe                                                   | 0,9 %                    |
| Autochtones                                             | 0,5 %                    |
| Métis ou autres                                         | 2,3 %                    |

Toronto est considérée comme l'une des villes les plus multiculturelles au monde,,. Particulièrement cosmopolite ; près de la moitié de ses résidents sont nés en dehors du Canada,,,. Cette proportion reflète le rôle historique de la ville comme destination des immigrants au Canada,.
Plus de 50 % des résidents appartiennent à un groupe de minorités visibles et plus de 200 origines ethniques distinctes sont représentées parmi ses habitants. Les ethnies les plus importantes pour ce qui est de la population sont les suivantes : Sud-Asiatiques, Chinois, Africains, Filipinos, et Latino-Américains.
Bien que la majorité des Torontois parlent l'anglais principalement, plus de 160 langues sont parlées dans la ville, y compris le français. La ville de Toronto est une région désignée en totalité sous la Loi sur les services en français, depuis 1990. Ainsi, les francophones de la ville bénéficient d'une législation qui « garantit au public le droit de recevoir des services en français de la part des ministères et organismes du gouvernement de l'Ontario ». La ville de Toronto regroupe environ 10 % des francophones de la province de l'Ontario,.
La ville apparaît régulièrement dans les classements des meilleures villes en matière de qualité de vie publiés par l'Economist Intelligence Unit et Mercer,, bien qu'elle soit une des villes du Canada les plus chères à vivre.
| 1834  | 1861   | 1901    | 1931    | 1941    | 1951      | 1961      | 1971      | 1981      |
| ----- | ------ | ------- | ------- | ------- | --------- | --------- | --------- | --------- |
| 9 252 | 65 085 | 238 080 | 856 955 | 951 549 | 1 176 622 | 1 824 481 | 2 089 729 | 2 137 395 |

| 1991      | 2001      | 2006      | 2011      | 2016      | 2021      | - | - | - |
| --------- | --------- | --------- | --------- | --------- | --------- | - | - | - |
| 2 275 771 | 2 481 494 | 2 503 281 | 2 615 060 | 2 731 571 | 2 794 356 | - | - | - |

## Voies de communication et transports

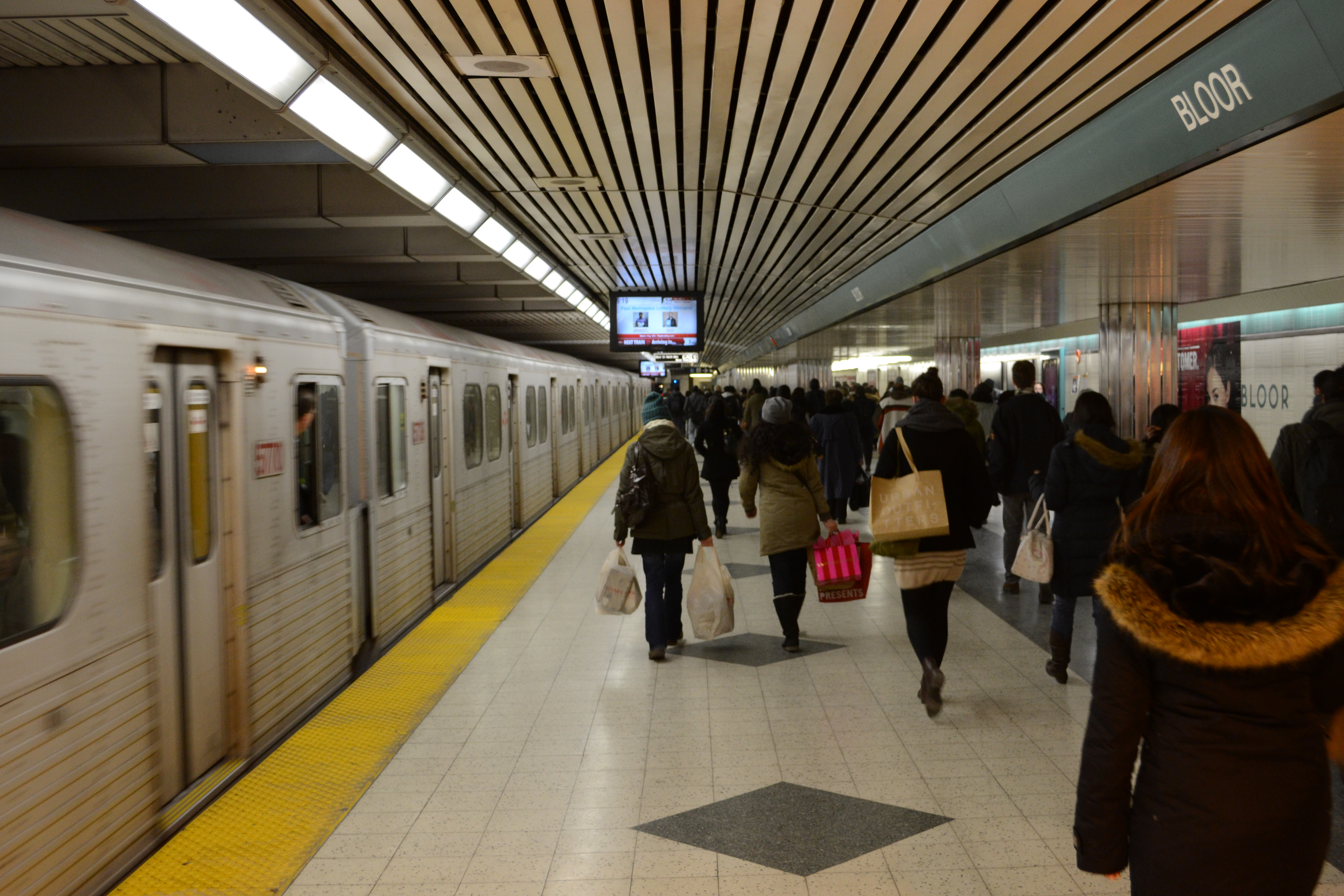
Station du métro de Toronto.

La ville profite de deux systèmes extensifs de transport en commun : le réseau géré par la Toronto Transit Commission (TTC), composé du métro (quatre lignes, 69 stations), des tramways au centre-ville et des autobus, et le réseau géré par GO Transit, composé des sept lignes de train qui desservent la banlieue de Toronto.
La région métropolitaine est desservie par un réseau important d'autoroutes connu sous le nom de « série des 400 », puisque souvent une autoroute est repérée par une série de trois chiffres débutant par le numéro 4 : l'autoroute 401, connue aussi sous le nom « McDonald-Cartier Freeway », faisant 825 km de longueur — depuis Bainsville jusqu'à Windsor — ainsi que 15 voies de largeur sur une cinquantaine de kilomètres à l'intérieur des limites de la ville — depuis Pickering jusqu'à la jonction des autoroutes 403 et 410 à Mississauga (incluant les voies expresses et collectrices) en passant par le Don Valley Parkway et l'A-400. La Queen Elizabeth Way (QEW), inaugurée en 1939 en présence du Roi George VI, conduit jusqu'à la ville de Niagara Falls depuis la jonction de l'A-427 et du Gardiner Expressway au centre-ville.
L'aéroport le plus utilisé du Canada, l'aéroport international Toronto Pearson, dessert la partie ouest de la ville et la banlieue de la ville de Mississauga. Un trafic passager limité est aussi disponible sur l'aéroport Billy-Bishop de Toronto, sur l'île de Toronto, au sud du centre-ville. L'aéroport municipal de Toronto/Buttonville à Markham fournit des services d'aviation générale. L'aéroport Toronto/Downsview à l'extrême nord de la ville, appartient à de Havilland Canada et dessert l'usine Bombardier Aerospace.
La rue Yonge, longue de 1 896 km, a été inscrite dans le Guinness des records comme la rue la plus longue au monde mais elle ne l'est plus. Elle relie plusieurs localités depuis le lac Ontario jusqu'au lac Simcoe.

## Service de police de Toronto

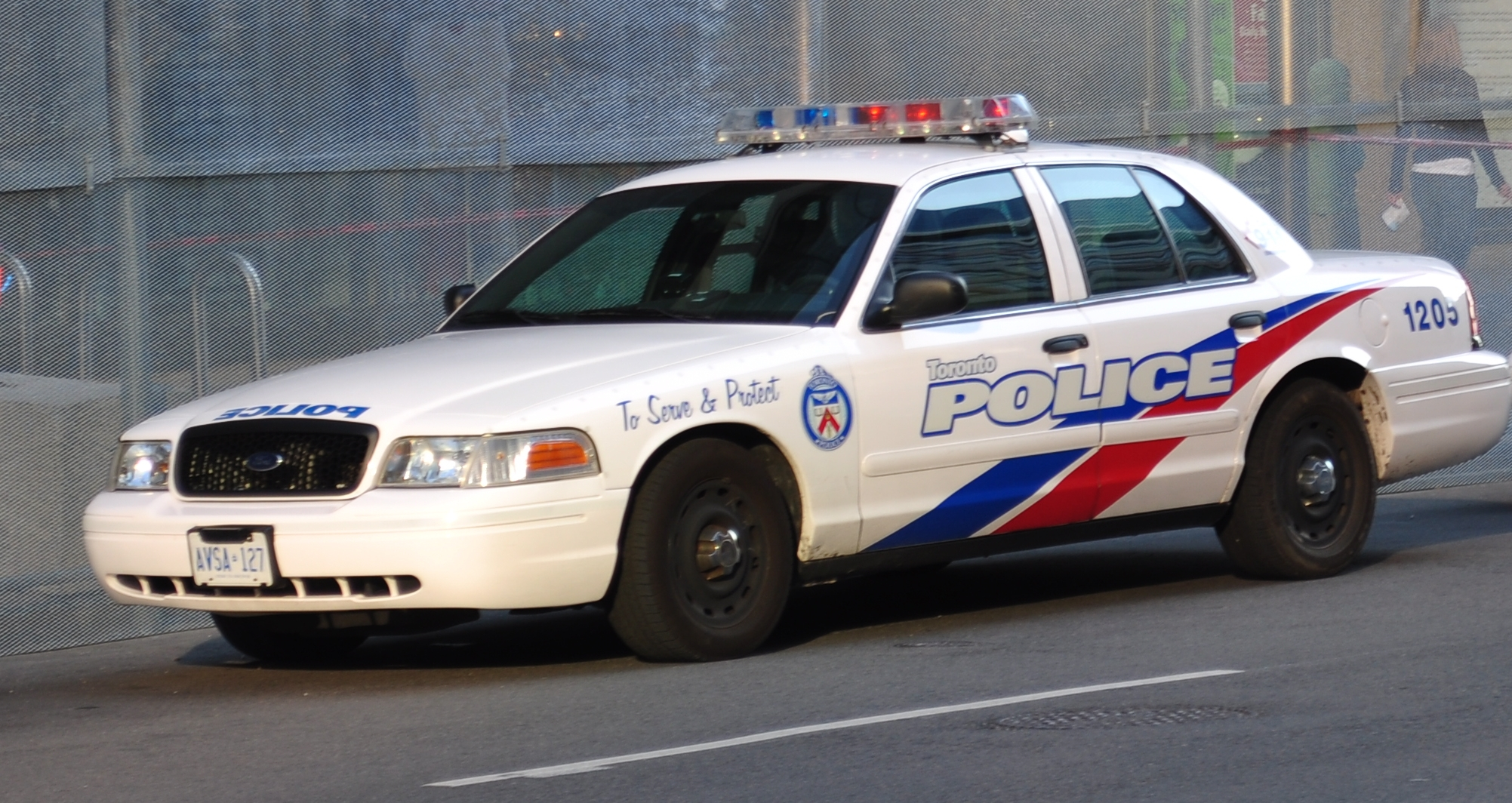
Véhicule de patrouille du service de Police métropolitaine de Toronto.

Créée en 1837 et réformée en 1859, la Police métropolitaine de Toronto comprend 5 710 policiers et 2 500 personnels administratifs et techniques. Elle dispose d'une police montée, d'une police judiciaire (Special Investigation Unit) et d'une SWAT Team (Emergency Task Force). Le TPS assure aussi la protection des tribunaux sis à Toronto. L'arme de service est le Glock 22. Ses véhicules sont de marque Ford ou GMC fabriqués aux États-Unis ou au Canada.
C'est le plus grand service de police municipal au Canada et la deuxième plus grande unité de police au Canada après la Gendarmerie royale du Canada (GRC). Il sert de cadre aux séries télévisées Les Enquêtes de Murdoch, Blue Murder et Rookie Blue. Il est rapidement intervenu lors de l'attaque à la voiture-bélier du 23 avril 2018.

## Personnalités liées à la ville
- Mirella Amato, spécialiste de bière canadienne.
- Stephen Amell, acteur.
- Will Arnett, acteur et doubleur.
- David Bolland, joueur de hockey sur glace.
- Devon Bostick, acteur.
- Sandra Brewster, artiste.
- Mike Cammalleri, joueur de hockey sur glace.
- Sarah Carter, actrice.
- Casey Cizikas, joueur professionnel de hockey sur glace.
- Paul Coffey, ancien joueur professionnel de hockey sur glace.
- David Cronenberg, réalisateur et scénariste.
- Crystal Castles, groupe de musique électronique.
- William B. Davis, acteur.
- Chris Diamantopoulos, acteur.
- DijahSB, rappeuse.
- Drake, rappeur, acteur et chanteur.
- Kris Draper, ancien joueur professionnel de hockey sur glace.
- Robin Dunne, acteur.
- Zach Edey, basketteur.
- Jake Epstein, acteur.
- Joy Fielding, romancière.
- Megan Follows, actrice.
- Adam Foote, ancien joueur professionnel de hockey sur glace.
- Rick Fox, ancien basketteur, et actuellement[Quand ?] acteur.
- Glenn Gould, pianiste, compositeur, écrivain, homme de radio et réalisateur.
- Shenae Grimes-Beech, actrice.
- Jonathan de Guzmán, joueur de soccer professionnel canado-néerlandais.
- Julián de Guzmán, joueur de soccer professionnel.
- Stephen Harper, homme politique et 22e Premier ministre du Canada.
- Dale Hawerchuk, ancien joueur professionnel de hockey sur glace.
- Marci Ien, journaliste et femme politique canadienne, ministre.
- Lou Jacobi, acteur.
- Peter Jennings, journaliste et présentateur de télévision.
- Mia Kirshner, actrice.
- Raymond Massey, acteur.
- Shawn Mendes, auteur-compositeur-interprète.
- Geraldine Moodie, photographe canadienne.
- Larry Murphy, ancien joueur professionnel de hockey sur glace.
- Mike Myers, acteur, humoriste et scénariste.
- Daniel Negreanu, joueur professionnel de poker
- Catherine O'Hara, actrice.
- Adam Oates, ancien joueur professionnel de hockey sur glace.
- Britne Oldford, actrice canadienne.
- Adam Pelech, joueur de hockey sur glace.
- Jack Pickford, acteur canado-américain.
- Lottie Pickford, actrice canado-américaine.
- Mary Pickford, actrice canado-américaine.
- Alex Pietrangelo, joueur de hockey sur glace.
- Alison Pill, actrice de théâtre, de cinéma et de télévision.
- Christopher Plummer, acteur.
- Kyle Porter, joueur de football professionnel.
- Chris Potter, acteur.
- Lisa Ray, actrice.
- Caterina Scorsone, actrice.
- Brendan Shanahan, ancien joueur professionnel de hockey sur glace.
- Joe Shuster, dessinateur de comics.
- Steve Shutt, ancien joueur professionnel de hockey sur glace.
- Rachel Skarsten, actrice.
- Michael Snow, cinéaste expérimental, peintre, sculpteur, musicien.
- Paul Stalteri, ancien joueur de football professionnel.
- Steven Stamkos, joueur de hockey sur glace.
- Chris Stewart.
- Rob Stewart, biologiste marin et réalisateur.
- Trish Stratus, catcheuse professionnelle.
- Tara Strong, actrice.
- Pernell Karl Subban, joueur professionnel de hockey sur glace.
- Tamara Taylor, actrice.
- Mike Tschumi, joueur de hockey sur glace canado-suisse.
- Laura Vandervoort, actrice.
- Paul Watson, activiste.
- Johnny Wayne, scénariste, acteur et compositeur.
- The Weeknd, chanteur, compositeur et disc-jockey.
- Ellen Wong, actrice.
- Kathleen Wynne, femme politique et ex-première ministre de l'Ontario.
- Neil Young, chanteur, compositeur et réalisateur.
- Eugene Melnyk, homme d'affaires canadien.
- Jacob Bae, kpop idol (The Boyz)
- Yoon Kee Ho, kpop idol (P1Harmony)

## Jumelages et partenaires
| - Chicago (États-Unis). - Chongqing (Chine) - Francfort-sur-le-Main (Allemagne) - Milan (Italie) - Rio de Janeiro (Brésil) - Le Caire (Égypte) - Kiev (Ukraine) - Amsterdam (Pays-Bas) - Hô Chi Minh-Ville (Vietnam) - Quito (Équateur) - Sagamihara (Japon) - Varsovie (Pologne) |  | \| \| |
| Chicago · Chongqing · Francfort · Milan · Rio de Janeiro · Le Caire · Kiev · Amsterdam · Hô Chi Minh-Ville · Quito · Sagamihara · Varsovie |  |       |